# Биеннале поэтов в Москве
Биеннале поэтов в Москве — международный поэтический фестиваль. Проводится раз в два года с 1999 года под патронатом Правительства Москвы и Московской городской Думы.
На старте проект именовался «Московский международный фестиваль поэтов». Основатель и президент фестиваля — поэт Евгений Бунимович, в оргкомитет традиционно входили кураторы основных литературных клубов Москвы и редакторы ведущих российских литературных журналов. Первые четыре Биеннале (1999– 2005) главным организатором была Надежда Вешнякова.
Первоначально фестивальная программа в значительной степени представляла собой масштабный смотр русской поэзии, включавший в себя пишущих по-русски авторов из разных стран, а периферийная роль иноязычных участников вызывала критические замечания. В дальнейшем организаторы пересмотрели концепцию, так что в фокусе внимания стали оказываться те или иные страны и регионы, и, соответственно, поэты, пишущие в этих регионах как на русском, так и на иностранных языках. Инициатором и организатором китайского (2017) и латиноамериканского (2019) проектов Биеннале выступила поэт и филолог Наталия Азарова.

## Галерея

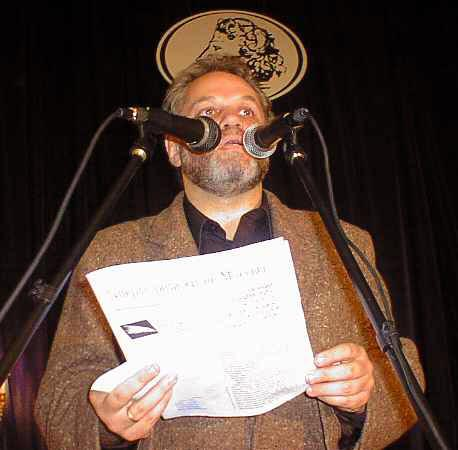
Поэт Евгений Бунимович, президент международной Биеннале поэтов в Москве. Закрытие I Биеннале, сентябрь 1999.
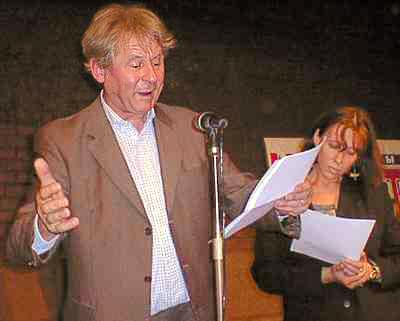
Поэт Жак Даррас (Франция) и переводчица, лингвист Ольга Северская на I Биеннале поэтов в Москве. Сентябрь 1999.
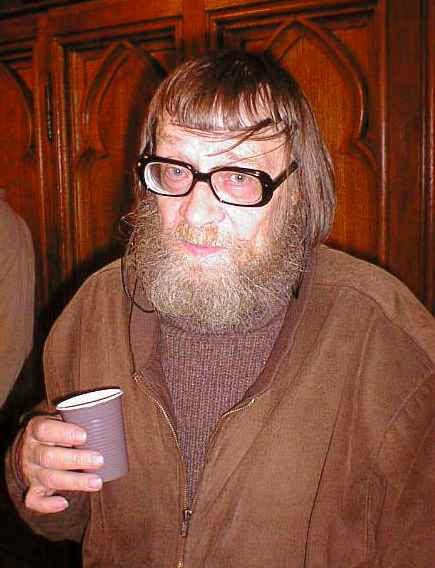
Поэт Михаил Ерёмин на I Биеннале поэтов в Москве. Сентябрь 1999.
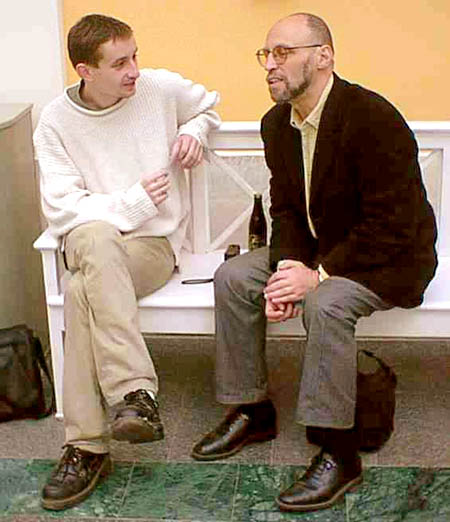
Поэты Сергей Жадан (Украина) и Дмитрий А. Пригов (Россия) на I Биеннале поэтов в Москве. Сентябрь 1999.
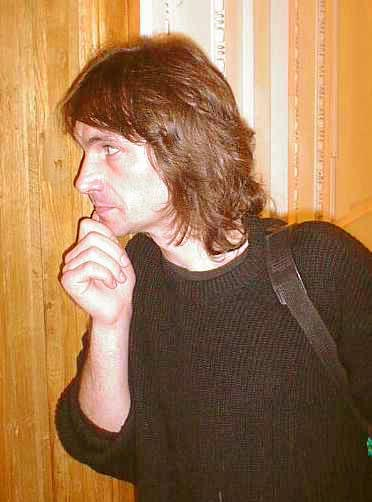
Поэт, детский писатель Игорь Жуков на I Биеннале поэтов в Москве. Сентябрь 1999.
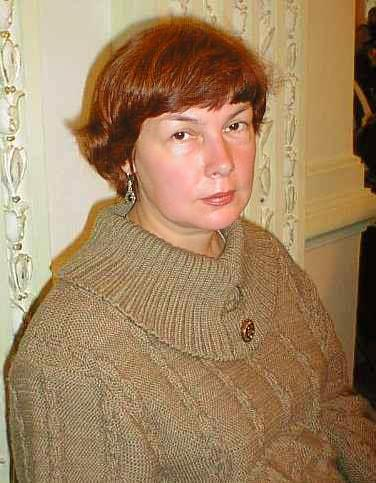
Поэт Светлана Кекова на I Биеннале поэтов в Москве. Сентябрь 1999.
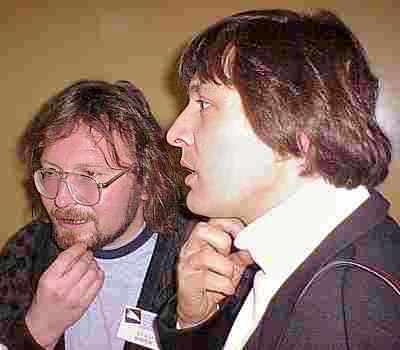
Поэты Виктор Куллэ и Виталий Пуханов на I Биеннале поэтов в Москве. Сентябрь 1999.
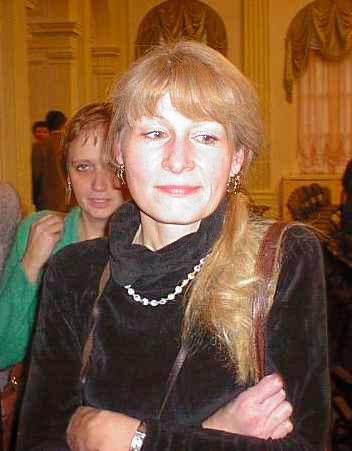
Поэт Олеся Николаева на I Биеннале поэтов в Москве. Сентябрь 1999.
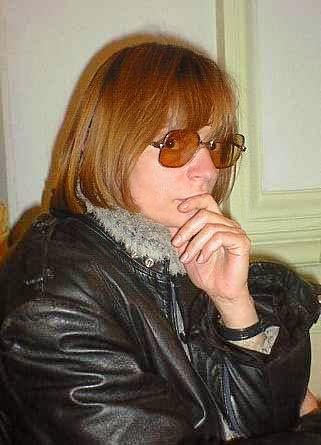
Поэт Наталья Осипова на I Биеннале поэтов в Москве. Сентябрь 1999.
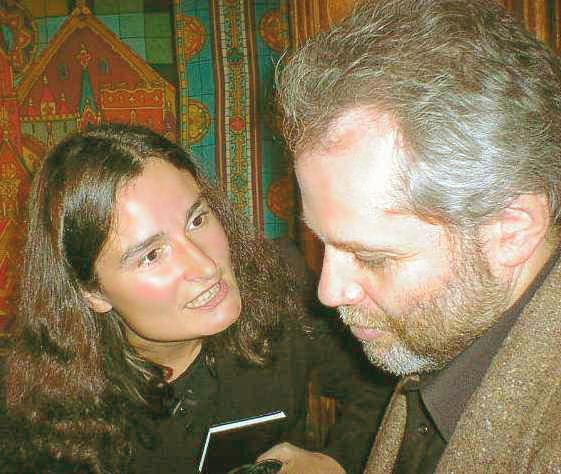
Поэты Вера Павлова и Евгений Бунимович на I Биеннале поэтов в Москве. Сентябрь 1999.
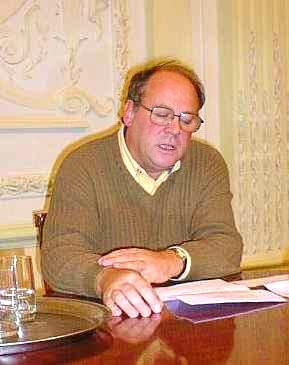
Поэт, редактор Владимир Салимон на I Биеннале поэтов в Москве. Сентябрь 1999.
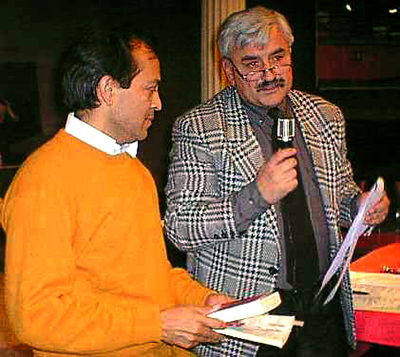
Поэты Викрам Сет (Индия) и Александр Ткаченко (Россия) на I Биеннале поэтов в Москве. Сентябрь 1999.
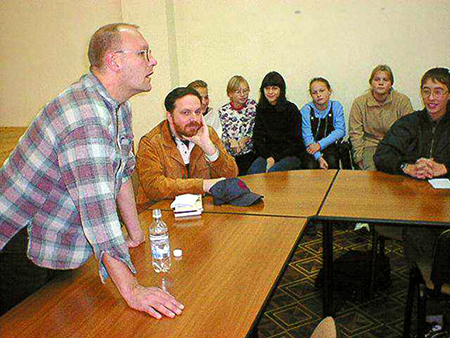
Поэты Джон Хай (США) и Марк Шатуновский (Россия) на I Биеннале поэтов в Москве. Акция "Поэты в школе". Сентябрь 1999.
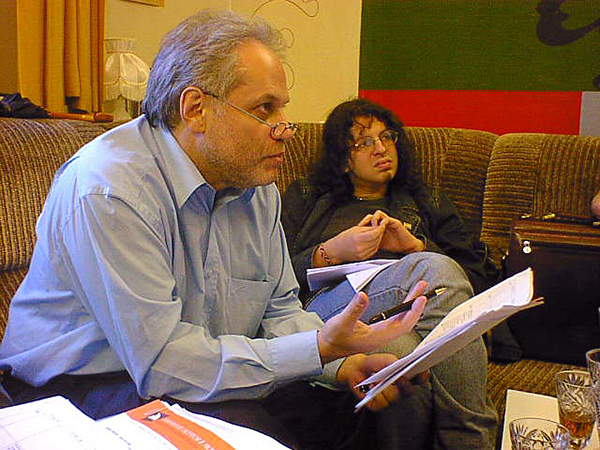
Поэты Евгений Бунимович и Дмитрий Кузьмин, встреча оргкомитета Биеннале поэтов в Москве. Август 2001.
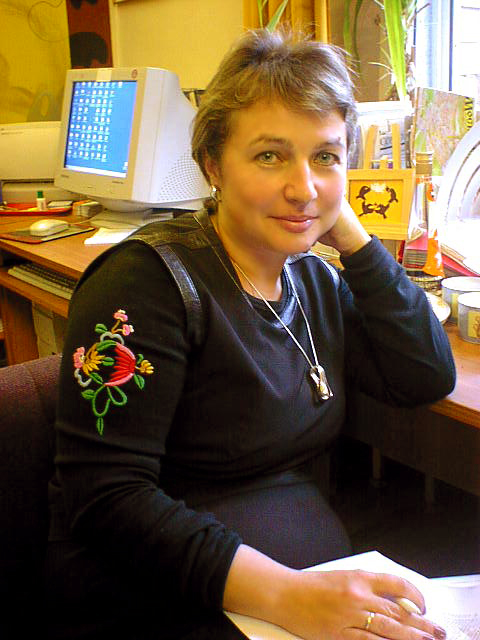
Надежда Вешнякова, организатор Биеннале поэтов в Москве. Август 2001.
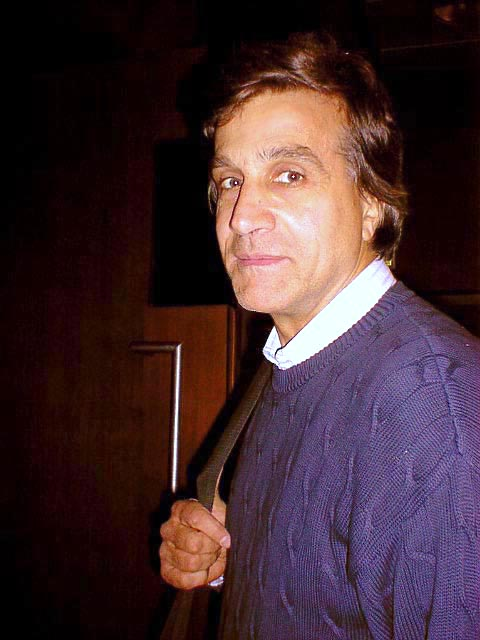
Поэт, прозаик, эссеист, математик Владимир Аристов на II Биеннале поэтов в Москве. 16.10.2001.
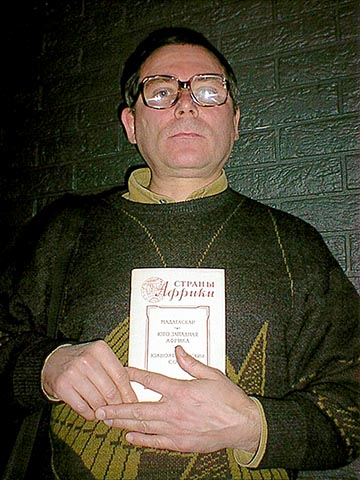
Поэт, редактор Иван Ахметьев на II Биеннале поэтов в Москве. 16.10.2001.
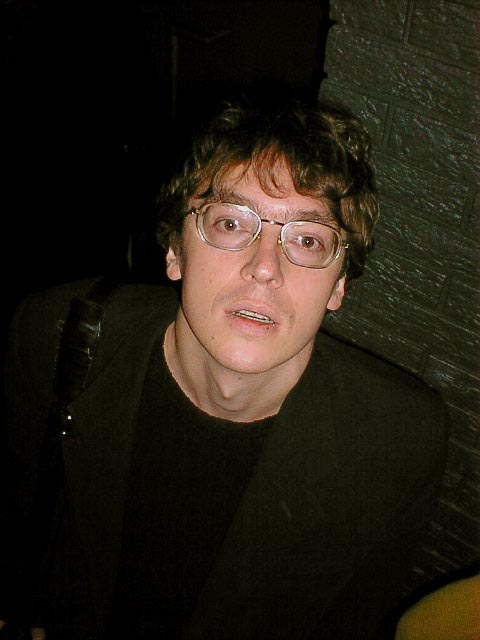
Поэт, эссеист, радиоведущий Дмитрий Воденников на II Биеннале поэтов в Москве. 16.10.2001.
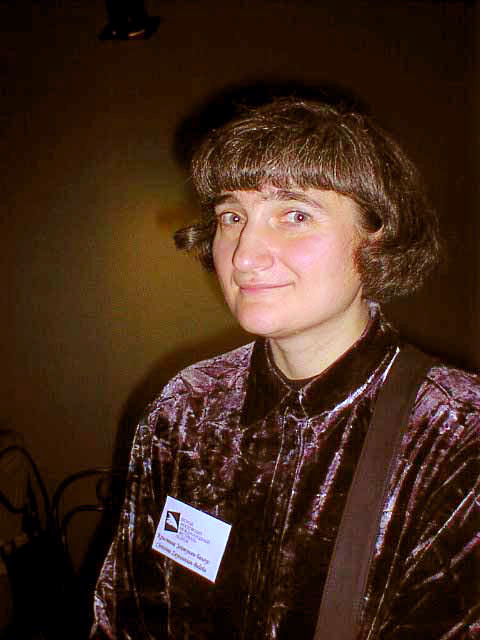
Поэт, художник Кристина Зейтунян-Белоус (Франция) на II Биеннале поэтов в Москве. 16.10.2001.
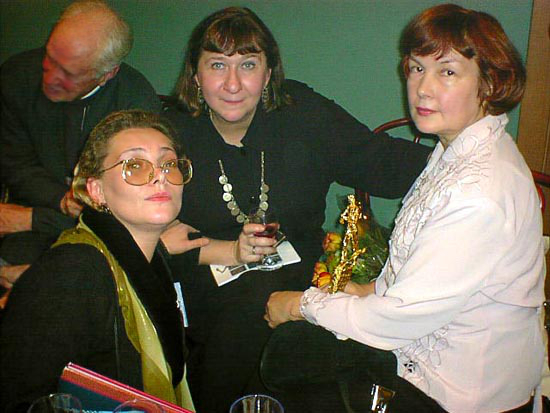
Поэты Ольга (Полина) Иванова, Татьяна Бек, Светлана Кекова на II Биеннале поэтов в Москве. 16.10.2001.
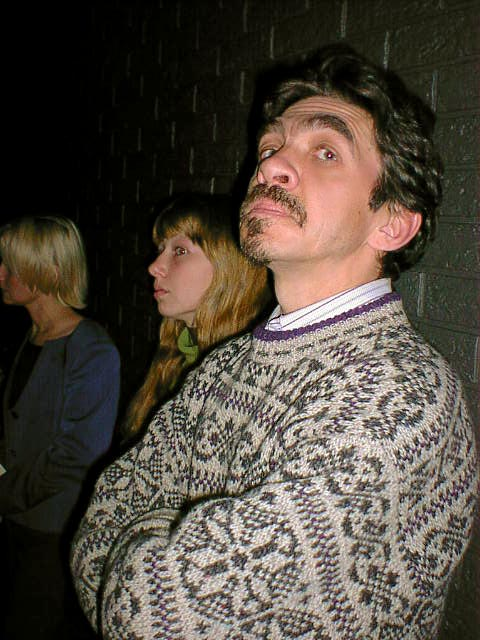
Поэт, эссеист, журналист Михаил Поздняев на II Биеннале поэтов в Москве. 16.10.2001.
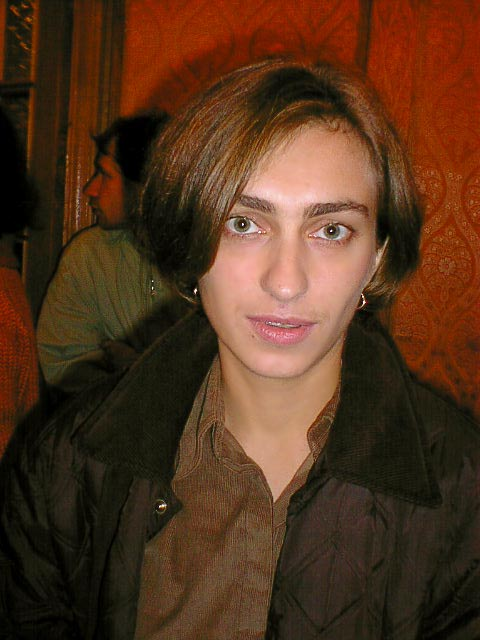
Поэт, журналист Евгения Лавут на II Биеннале поэтов в Москве. 18.10.2001.
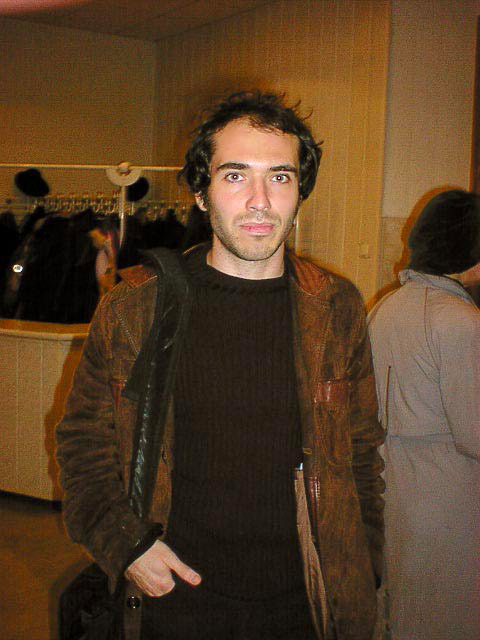
Поэт, переводчик, издатель, музыкант, активист Кирилл Медведев на II Биеннале поэтов в Москве. 18.10.2001.
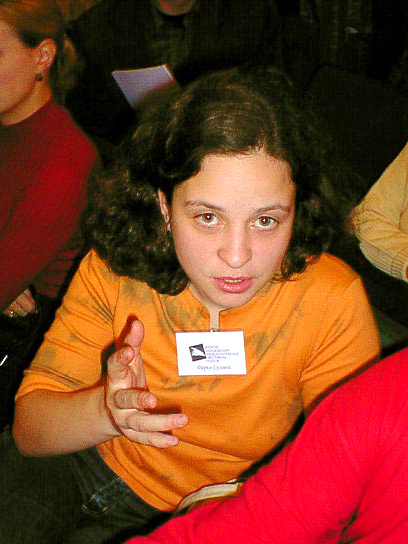
Поэт Дарья Суховей на II Биеннале поэтов в Москве. 18.10.2001.
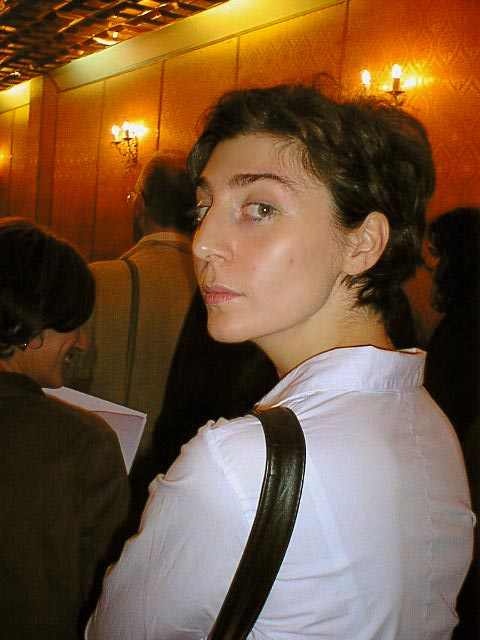
Поэт, философ Кети Чухров (Кетеван Чухрукидзе) на II Биеннале поэтов в Москве. 18.10.2001.
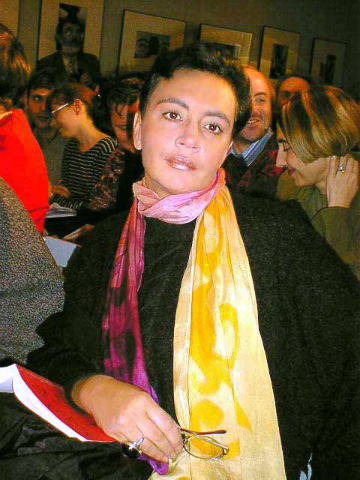
Поэт, журналист Вероника Боде на II Биеннале поэтов в Москве. 19.10.2001.
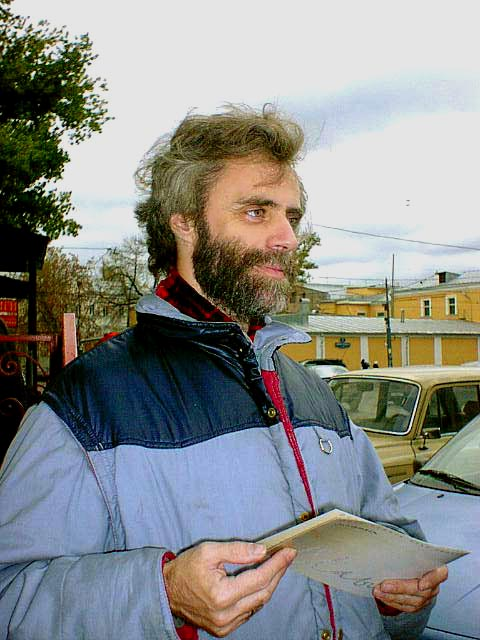
Поэт, прозаик Леонид Костюков на II Биеннале поэтов в Москве. 19.10.2001.
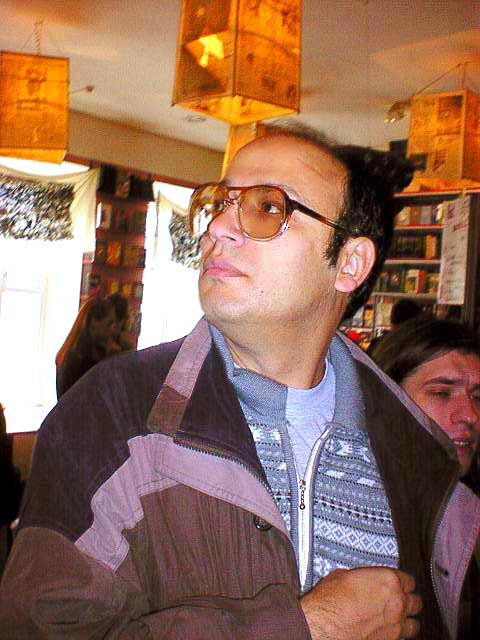
Поэт, прозаик, автор песен, инженер Александр Левин на II Биеннале поэтов в Москве. 19.10.2001.
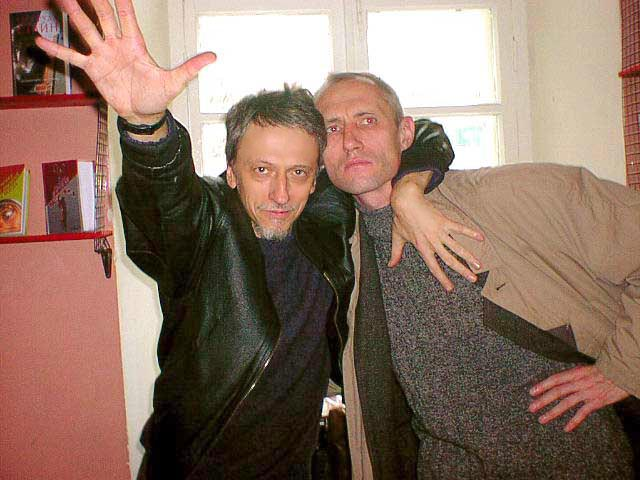
Поэт, художник Эдуард Кулёмин (справа) и музыкант Владислав Макаров на II Биеннале поэтов в Москве. 19.10.2001.
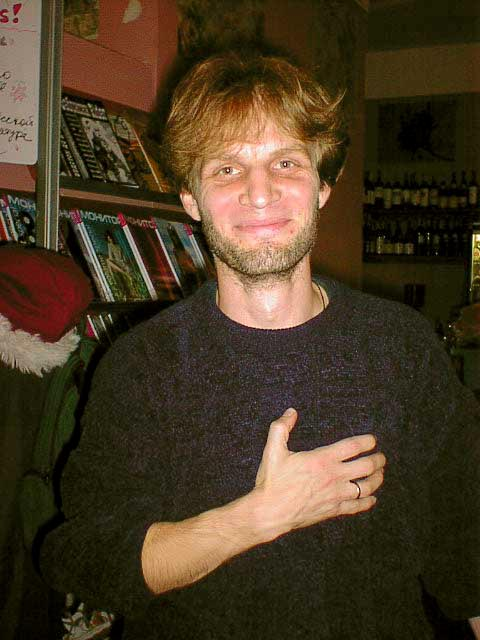
Поэт, переводчик Андрей Сен-Сеньков на II Биеннале поэтов в Москве. 19.10.2001.
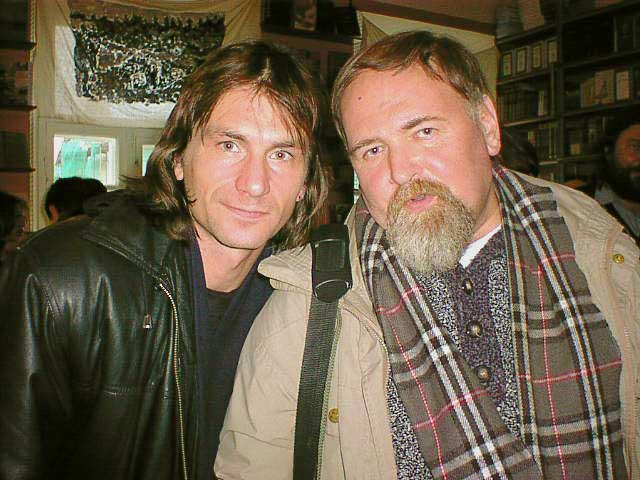
Поэты Владимир Тучков (справа) и Игорь Жуков на II Биеннале поэтов в Москве. 19.10.2001.
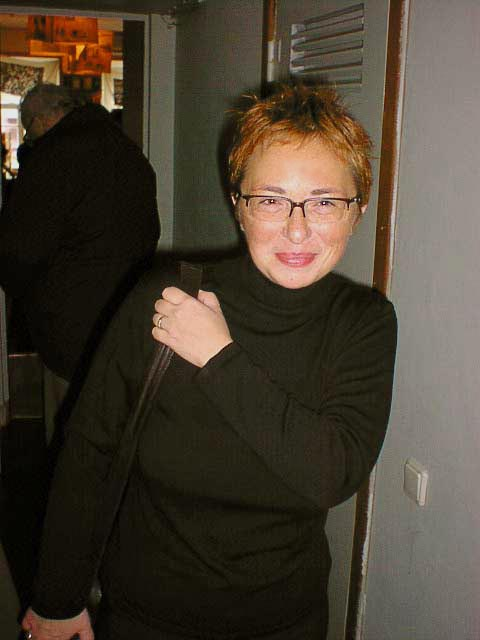
Поэт, журналист Елена Фанайлова на II Биеннале поэтов в Москве. 19.10.2001.
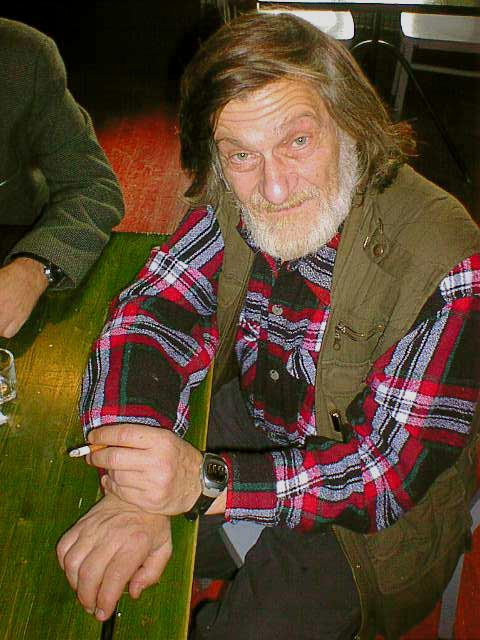
Поэт Аркадий Штыпель (Украина) на II Биеннале поэтов в Москве. 19.10.2001.
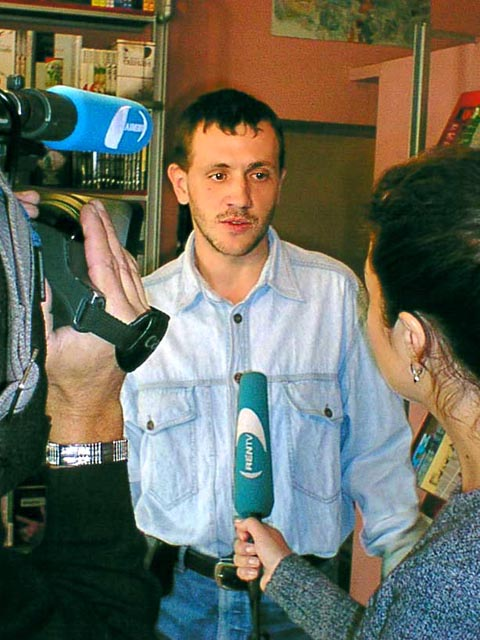
Поэт Алексей Денисов на II Биеннале поэтов в Москве. 21.10.2001.
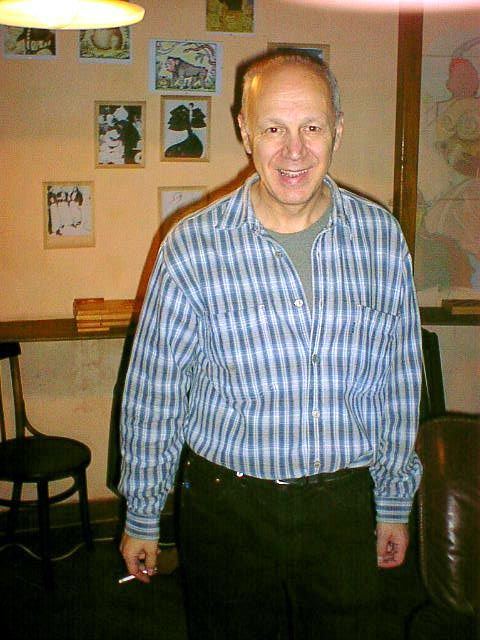
Поэт, переводчик Григорий Кружков на II Биеннале поэтов в Москве. 21.10.2001.
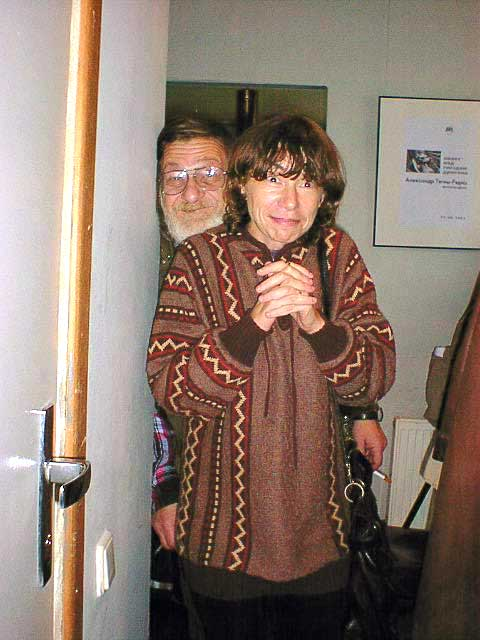
Поэты Аркадий Штыпель и Мария Галина (Украина) на II Биеннале поэтов в Москве. 21.10.2001.
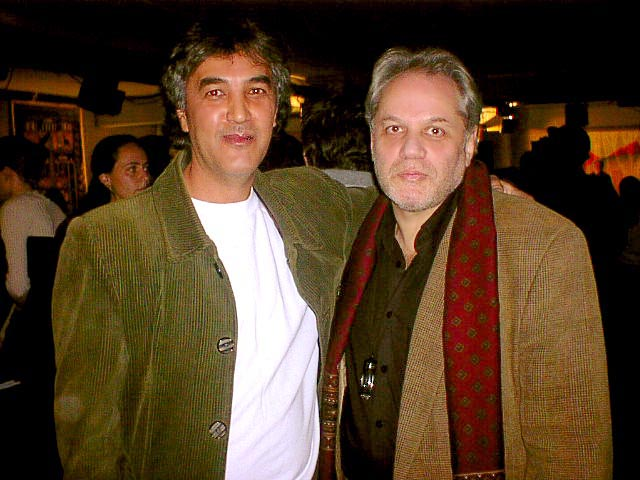
Поэты Шамшад Абдуллаев (Узбекистан) и Евгений Бунимович (Россия) на III Биеннале поэтов в Москве. 25.10.2003.
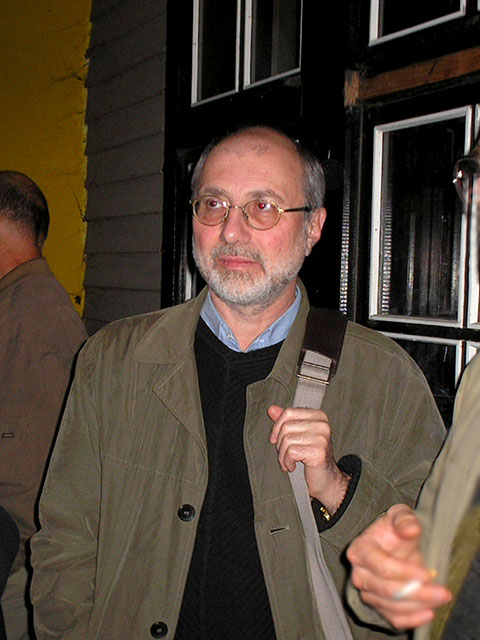
Поэт, критик Михаил Айзенберг на IV Биеннале поэтов в Москве. 26.09.2005.
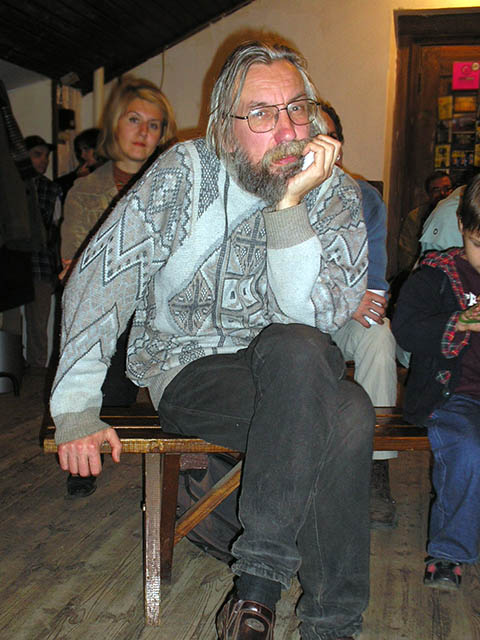
Поэт, прозаик Николай Байтов на IV Биеннале поэтов в Москве. 26.09.2005.
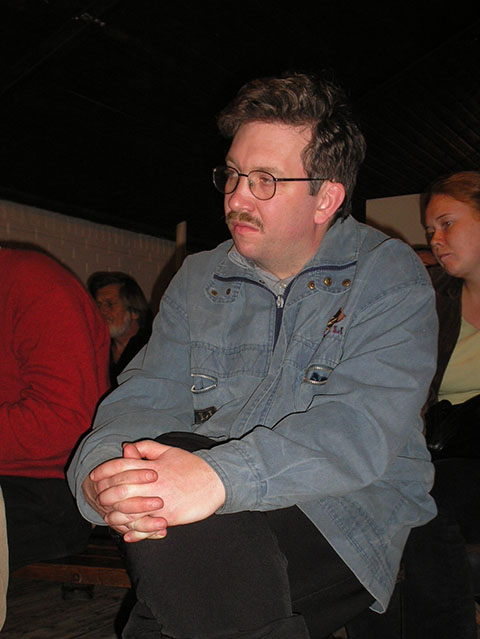
Поэт, критик, филолог Илья Кукулин на IV Биеннале поэтов в Москве. 26.09.2005.
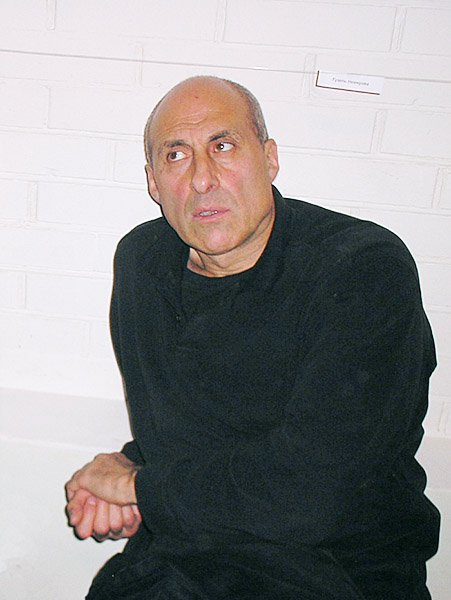
Поэт Михаил Нилин на IV Биеннале поэтов в Москве. 26.09.2005
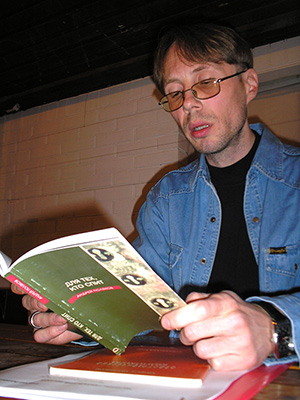
Поэт Андрей Поляков на своём авторском вечере IV Биеннале поэтов в Москве. 26.09.2005.
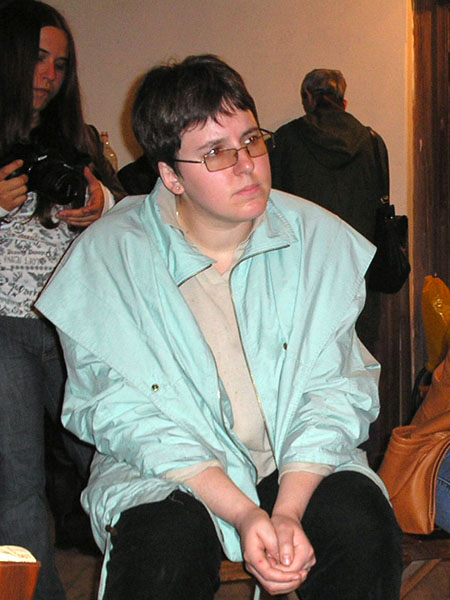
Поэт Яна Токарева на IV Биеннале поэтов в Москве. 26.09.2005
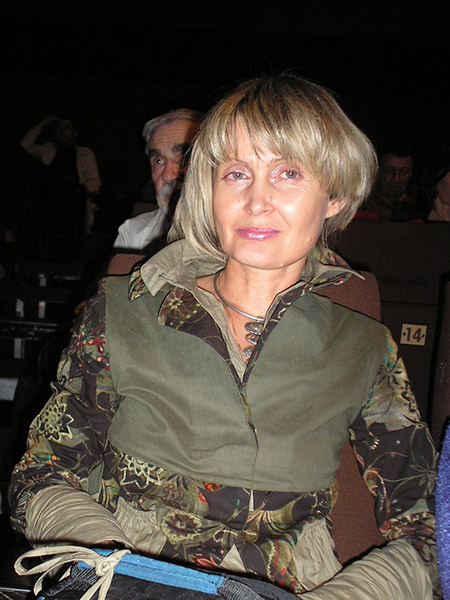
Поэт, куратор Маргарита Аль на IV Биеннале поэтов в Москве. 27.09.2005.
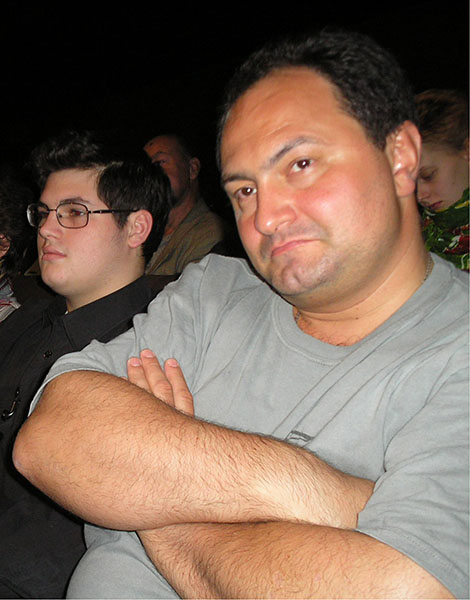
Поэт, переводчик, телеведущий Юлий Гуголев на IV Биеннале поэтов в Москве. 27.09.2005.
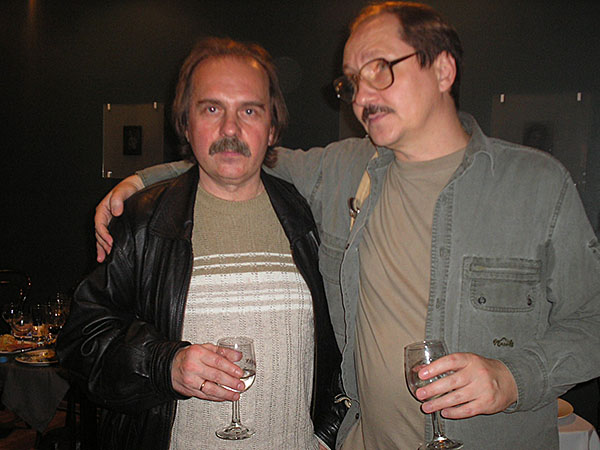
Поэты Виктор Коваль и Александр Макаров-Кротков на IV Биеннале поэтов в Москве. 27.09.2005.
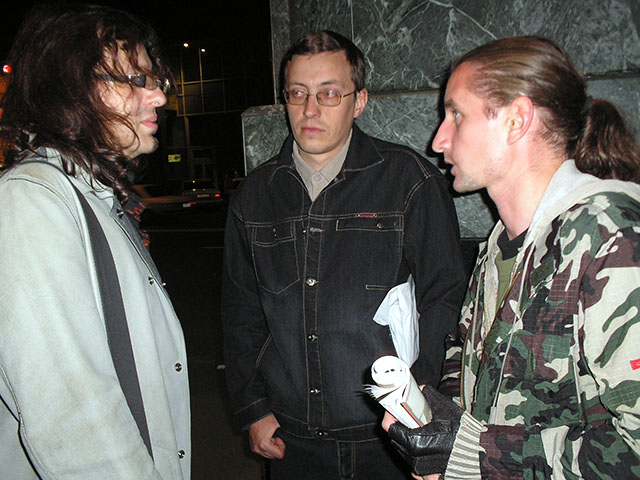
Поэты Дмитрий Кузьмин (Россия), Максим Бородин и Сергей Жадан (Украина) на IV Биеннале поэтов в Москве. 27.09.2005.
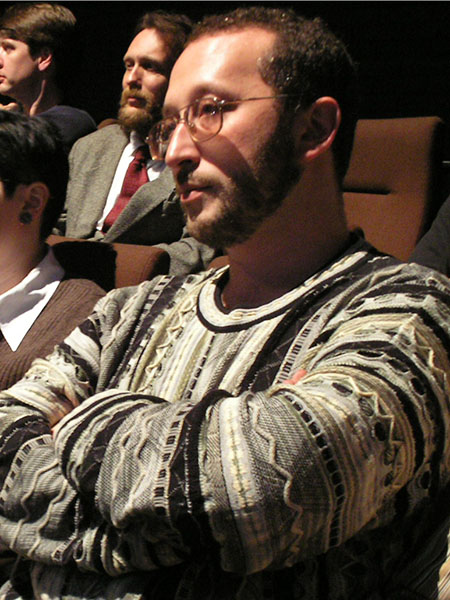
Поэт Станислав Львовский на IV Биеннале поэтов в Москве. 27.09.2005.
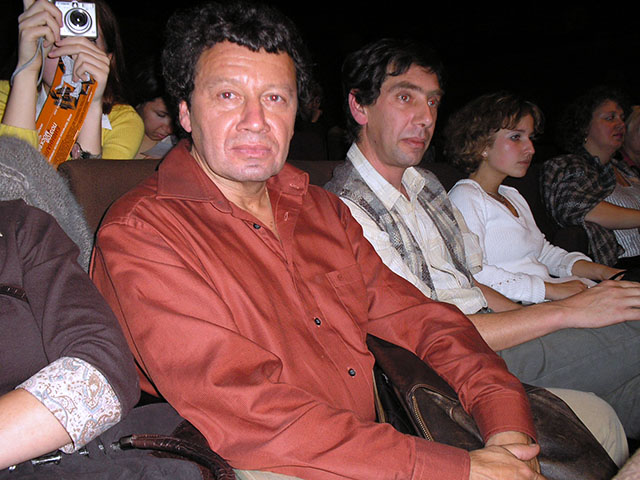
Поэты Алексей Парщиков (Россия) и Сергей Соловьёв (Германия) на IV Биеннале поэтов в Москве. 27.09.2005.
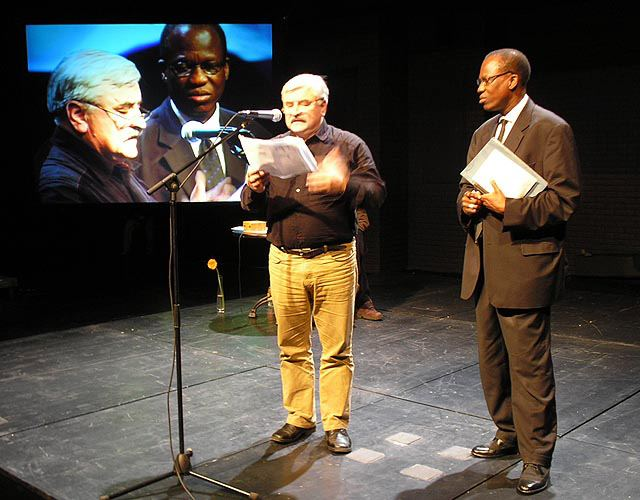
Поэты Александр Ткаченко (Россия) и Амаду Ламин Салль (Сенегал) на IV Биеннале поэтов в Москве. 27.09.2005.
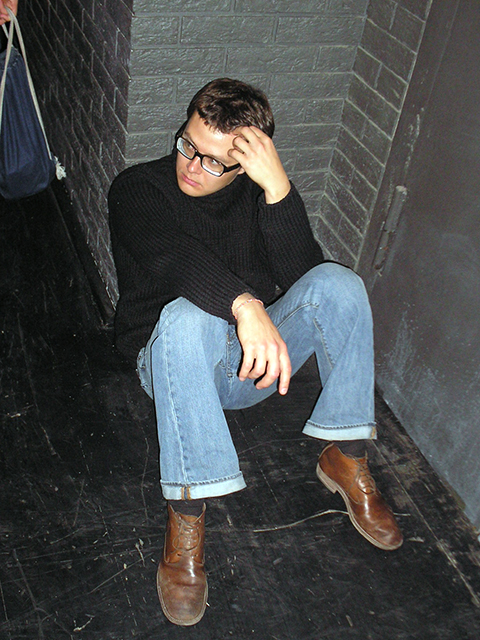
Поэт, прозаик, переводчик Глеб Шульпяков на IV Биеннале поэтов в Москве. 27.09.2005.
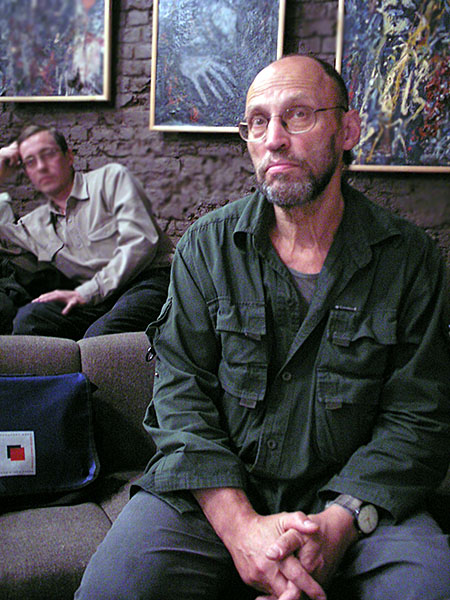
Поэт Дмитрий Александрович Пригов на IV Биеннале поэтов в Москве. 28.09.2005.
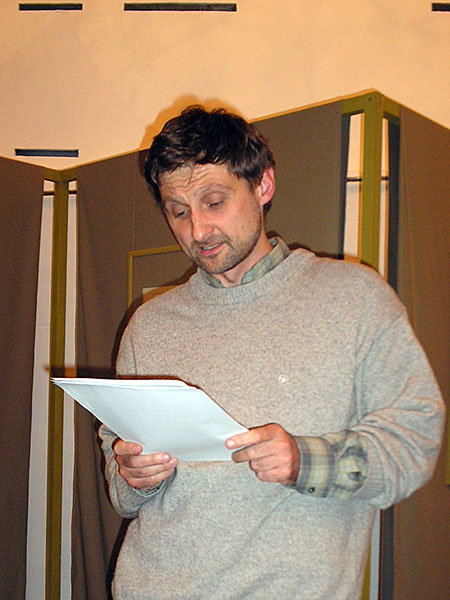
Поэт, прозаик, переводчик Андрей Пустогаров на IV Биеннале поэтов в Москве. 28.09.2005.
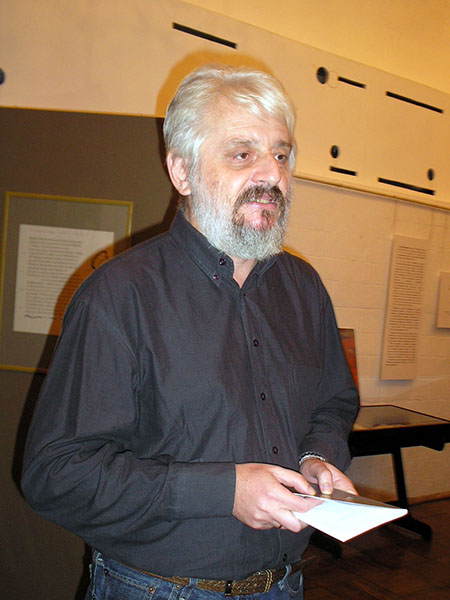
Поэт, переводчик, психиатр Борис Херсонский (Украина) на IV Биеннале поэтов в Москве. 28.09.2005.
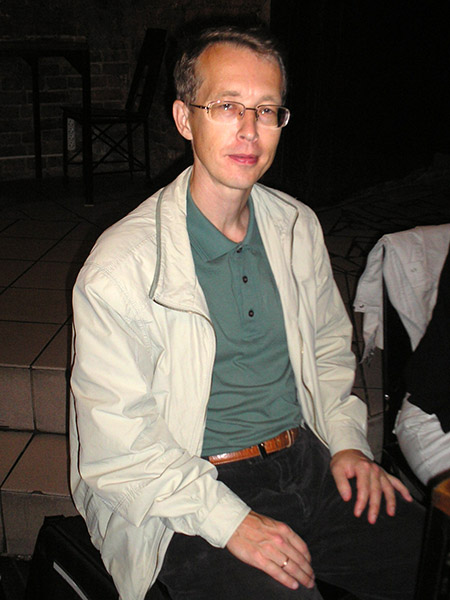
Поэт, географ Дмитрий Замятин на IV Биеннале поэтов в Москве. 28.09.2005.
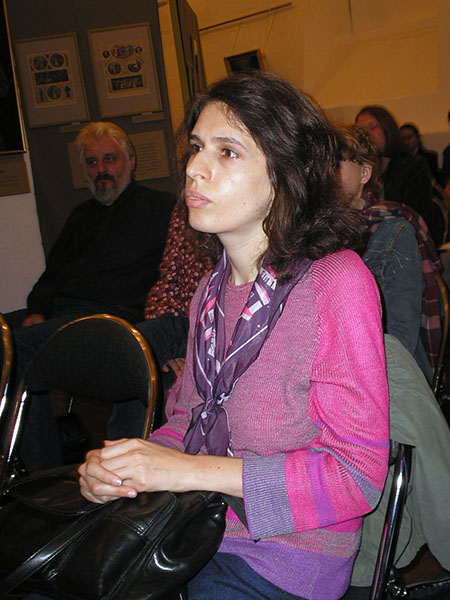
Поэт, прозаик Ольга Зондберг на IV Биеннале поэтов в Москве. 28.09.2005.
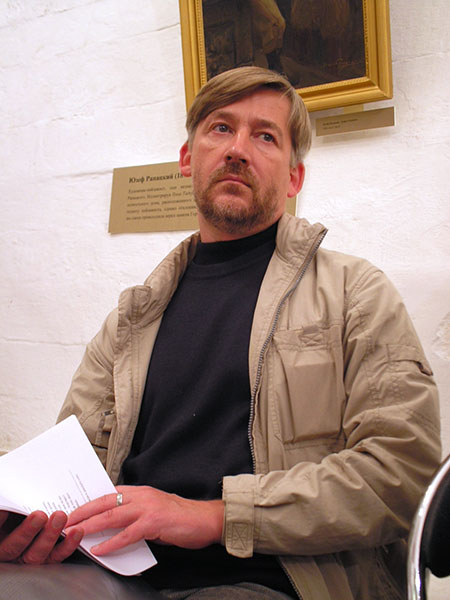
Поэт, редактор Андрей Василевский на IV Биеннале поэтов в Москве. 28.09.2005.
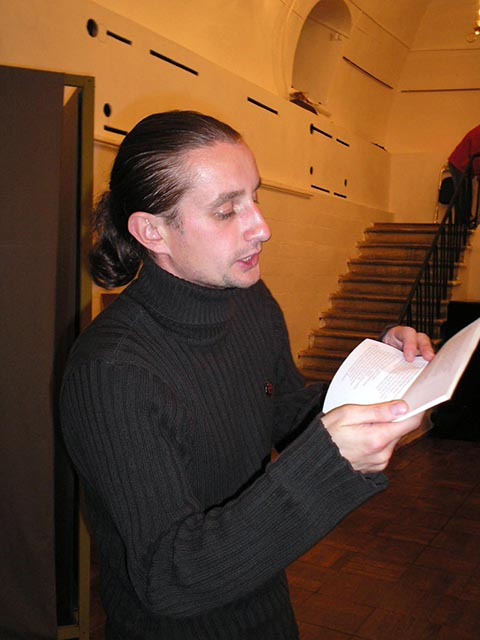
Поэт, прозаик, переводчик Сергей Жадан (Украина) на IV Биеннале поэтов в Москве. 28.09.2005.
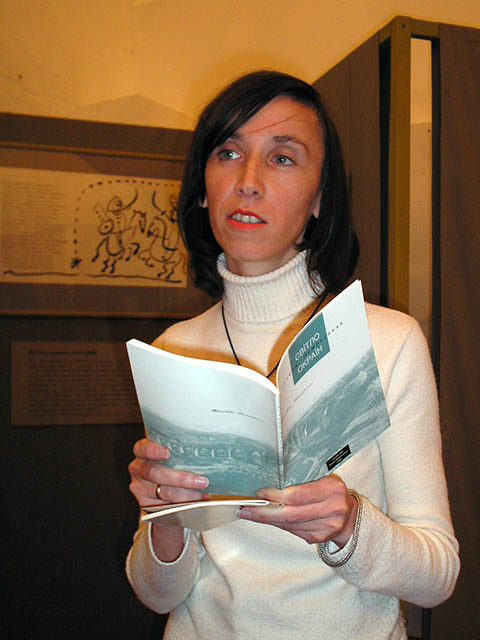
Поэт Галина Петросаняк (Украина) на IV Биеннале поэтов в Москве. 28.09.2005.
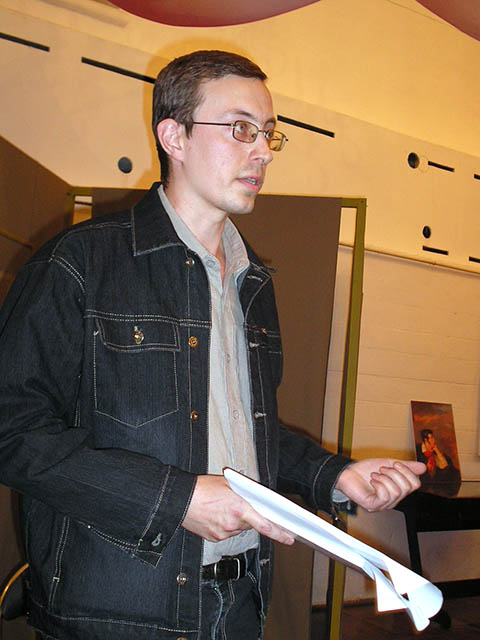
Поэт Максим Бородин (Украина) на IV Биеннале поэтов в Москве. 28.09.2005.
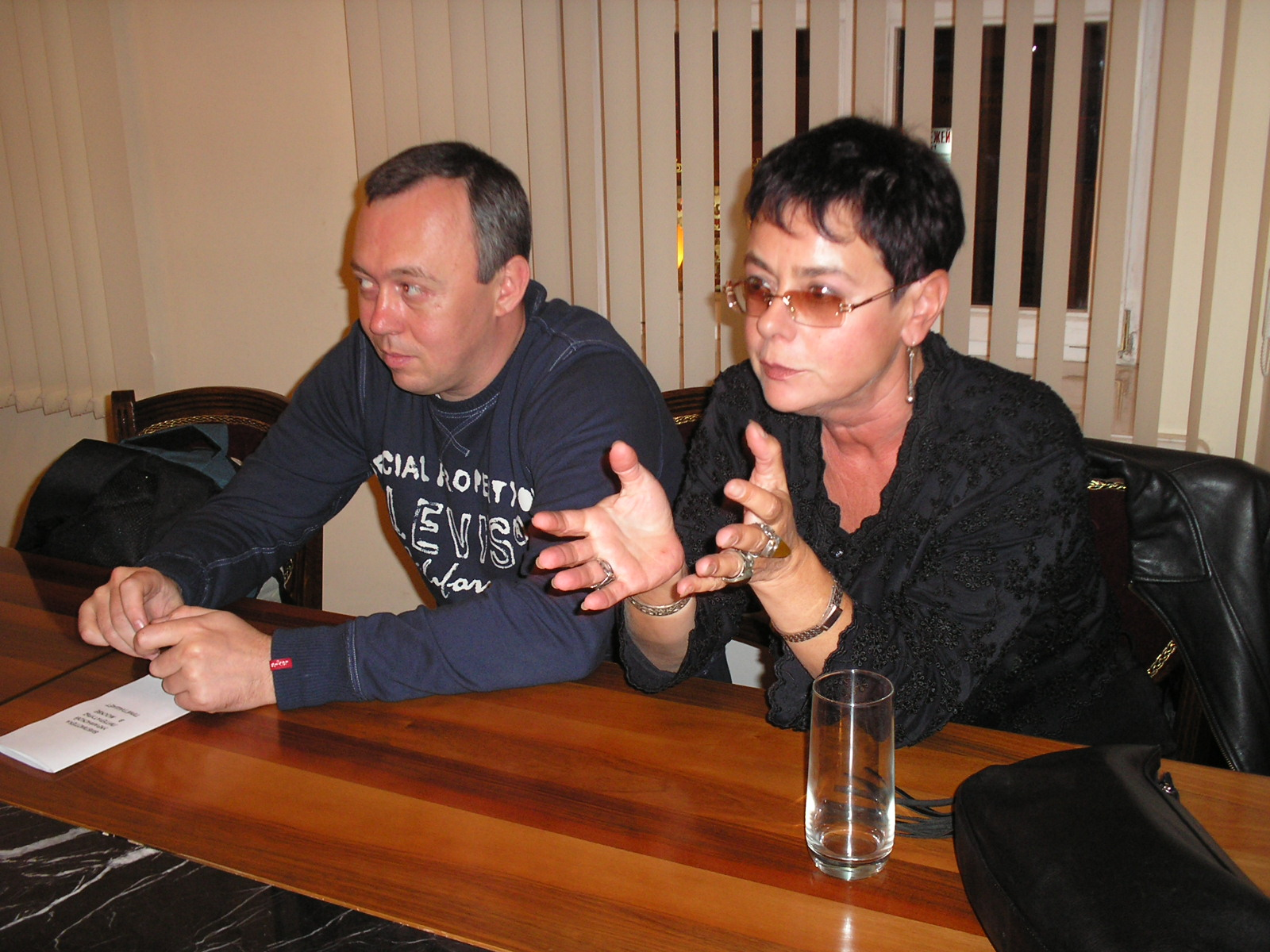
Поэты Александр Кабанов и Ирина Евса (Украина) на IV Биеннале поэтов в Москве. 29.09.2005.
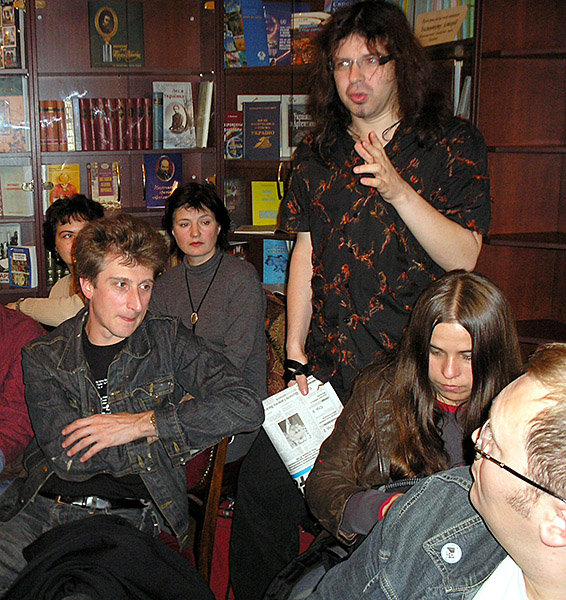
Поэты Александр Скидан, Дмитрий Кузьмин, Андрей Новиков (на первом плане) на IV Биеннале поэтов в Москве.  29.09.2005.
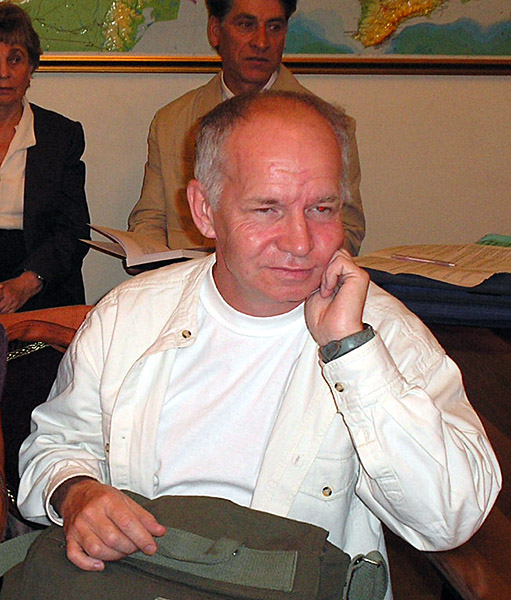
Поэт Александр Чернов (Украина) на IV Биеннале поэтов в Москве. 29.09.2005.
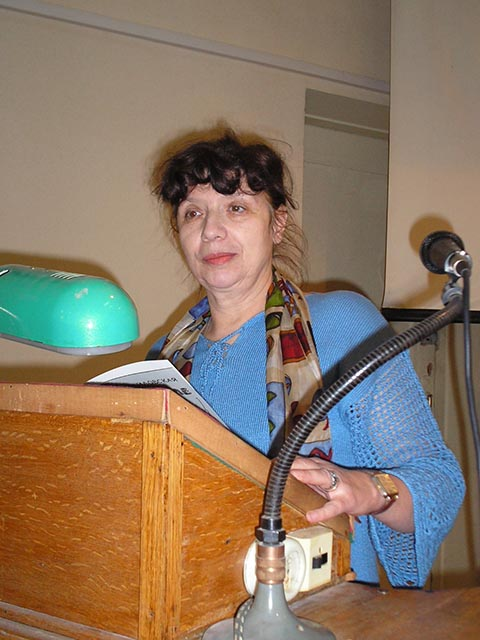
Поэт Татьяна Михайловская на IV Биеннале поэтов в Москве. 30.09.2005.
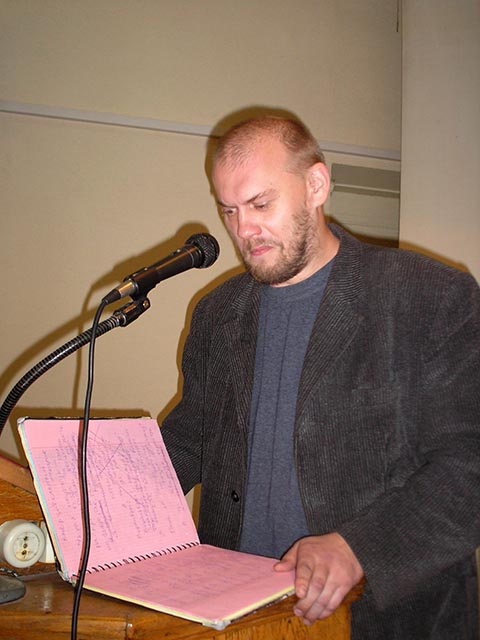
Поэт Андрей Родионов на IV Биеннале поэтов в Москве. 30.09.2005.
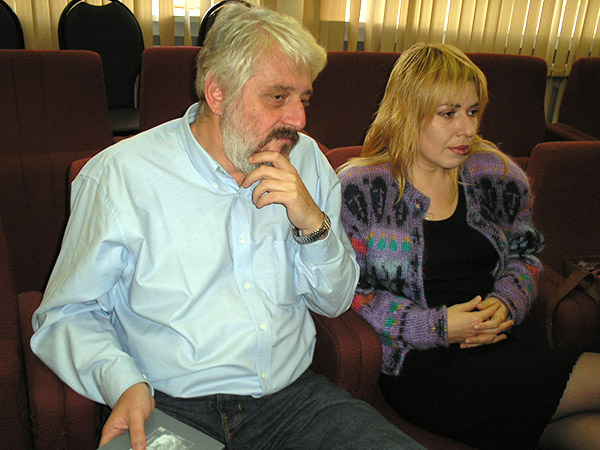
Поэты Борис Херсонский и Людмила Херсонская на IV Биеннале поэтов в Москве. 30.09.2005.
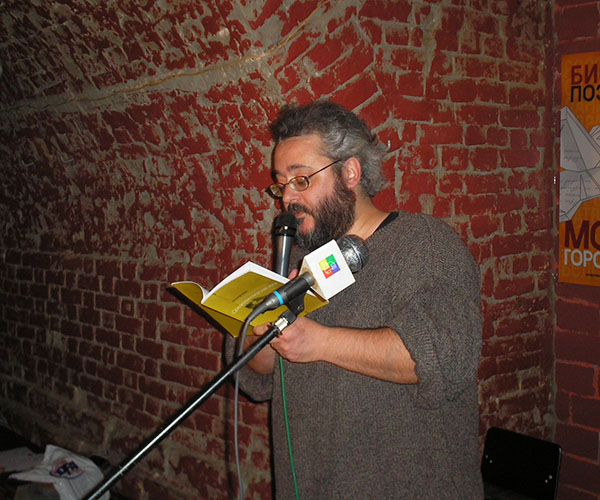
Поэт Александр Бараш (Израиль) на IV Биеннале поэтов в Москве. 01.10.2005.
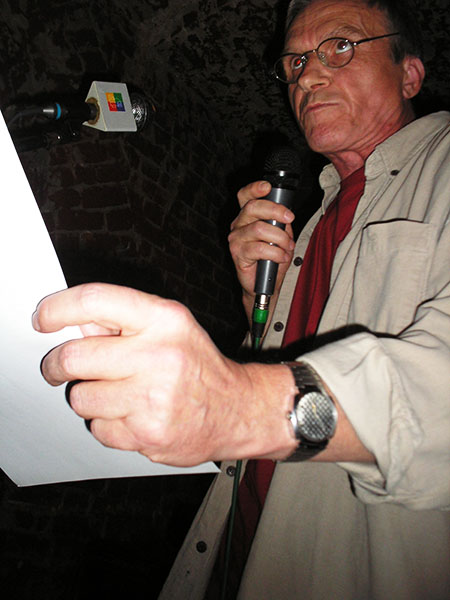
Поэт, переводчик, филолог Сергей Бирюков (Германия) на IV Биеннале поэтов в Москве. 01.10.2005.
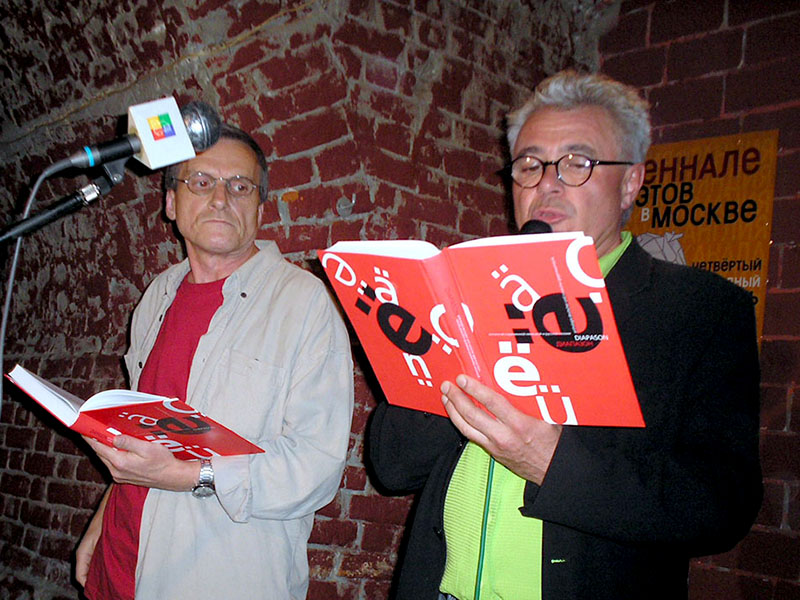
Поэты Сергей Бирюков и Герхард Фалькнер (Германия) на IV Биеннале поэтов в Москве. 01.10.2005.
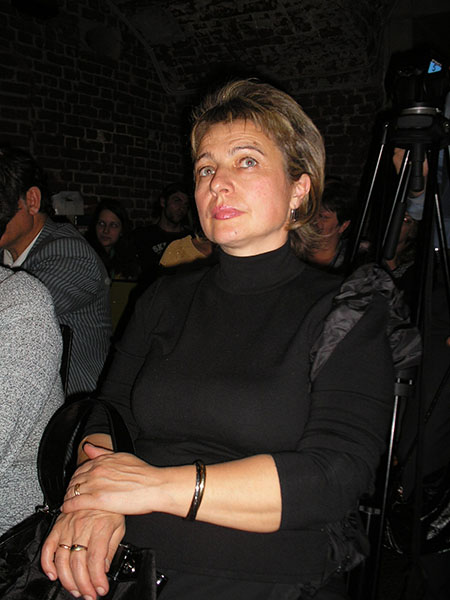
Организатор Биеннале поэтов в Москве Надежда Вешнякова на IV Биеннале. 01.10.2005.
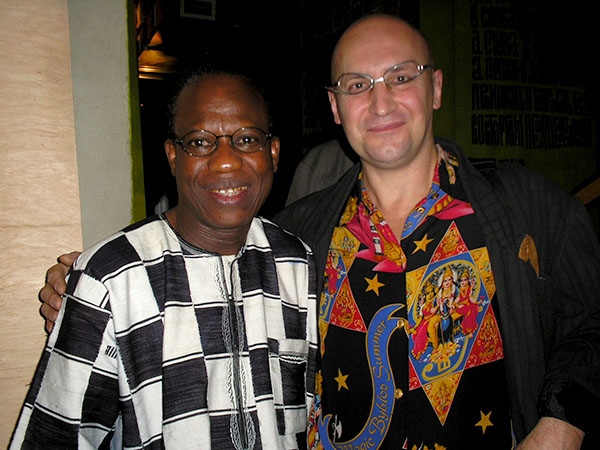
Поэты Амаду Ламин Салль (Сенегал) и Герман Виноградов на IV Биеннале поэтов в Москве. 01.10.2005.
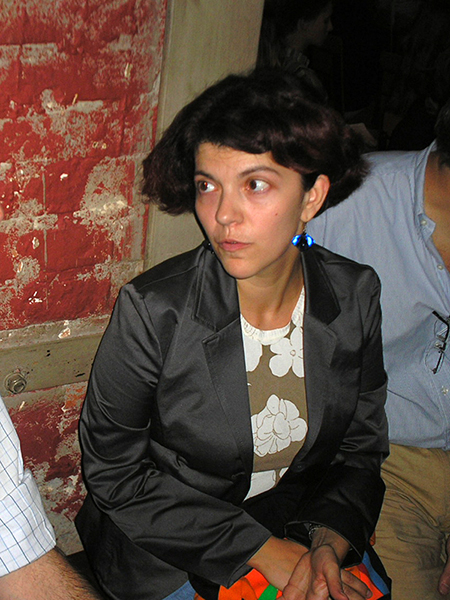
Поэт, кинорежиссёр Татьяна Данильянц на IV Биеннале поэтов в Москве. 01.10.2005.
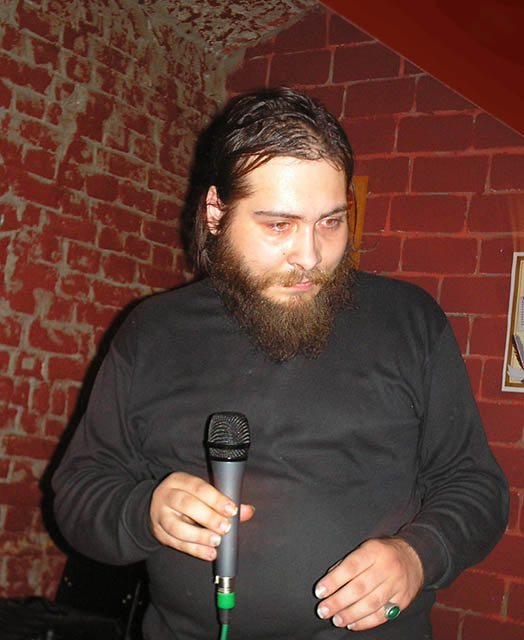
Поэт, прозаик, критик, филолог Данила Давыдов на IV Биеннале поэтов в Москве. 01.10.2005.
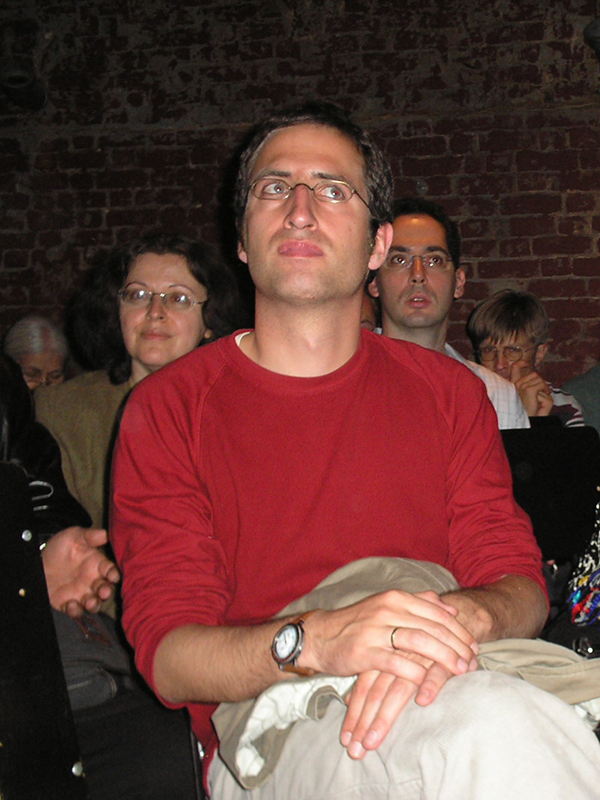
Филолог и переводчик Бернхард Замес (Германия) на IV Биеннале поэтов в Москве. 01.10.2005.
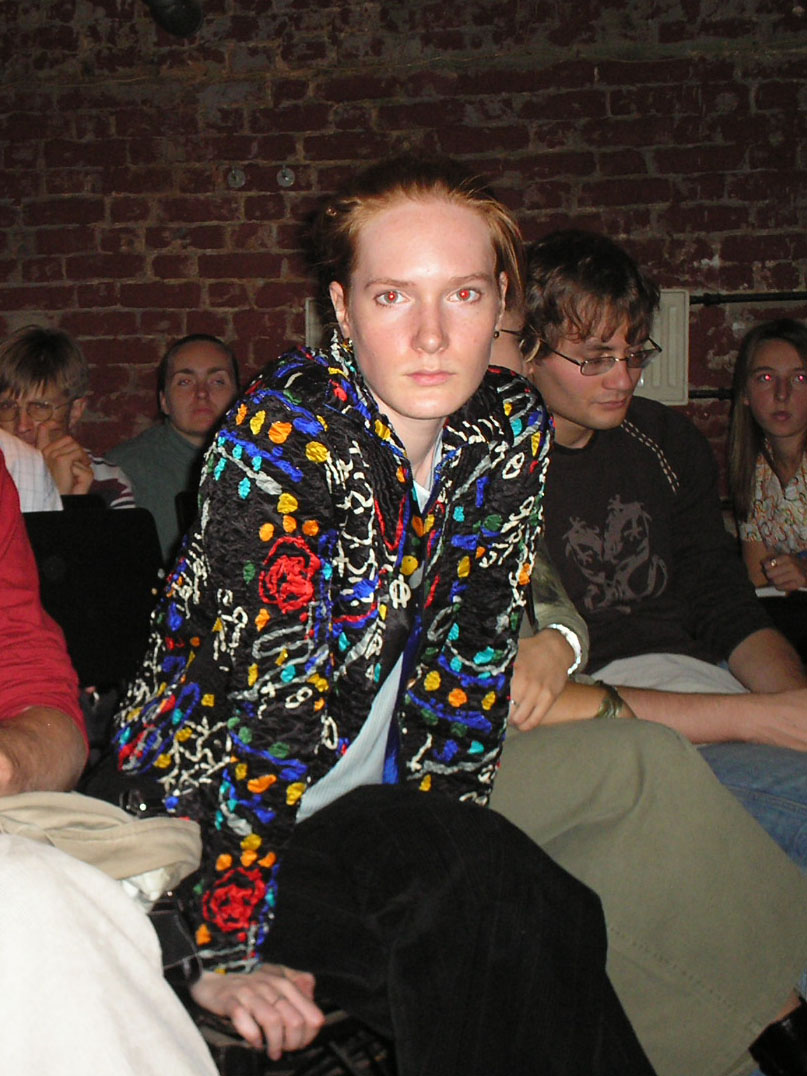
Поэт, критик, сценарист Юлия Идлис на IV Биеннале поэтов в Москве. 01.10.2005.
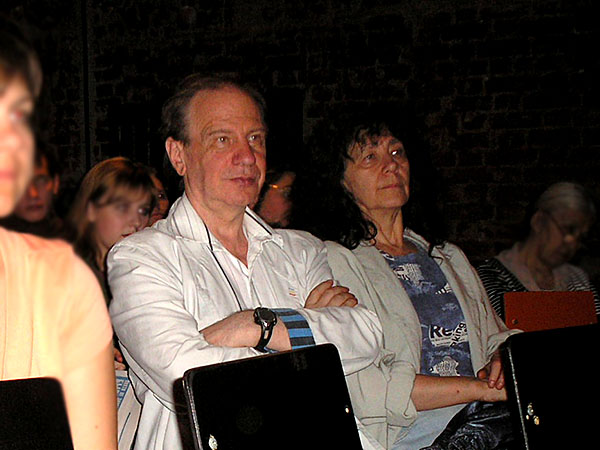
Поэты Константин Кедров и Елена Кацюба на IV Биеннале поэтов в Москве. 01.10.2005.
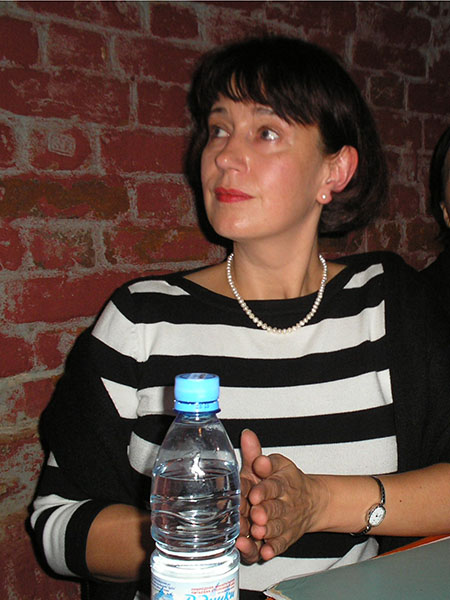
Поэт Ольга Мартынова (Германия) на IV Биеннале поэтов в Москве. 01.10.2005.
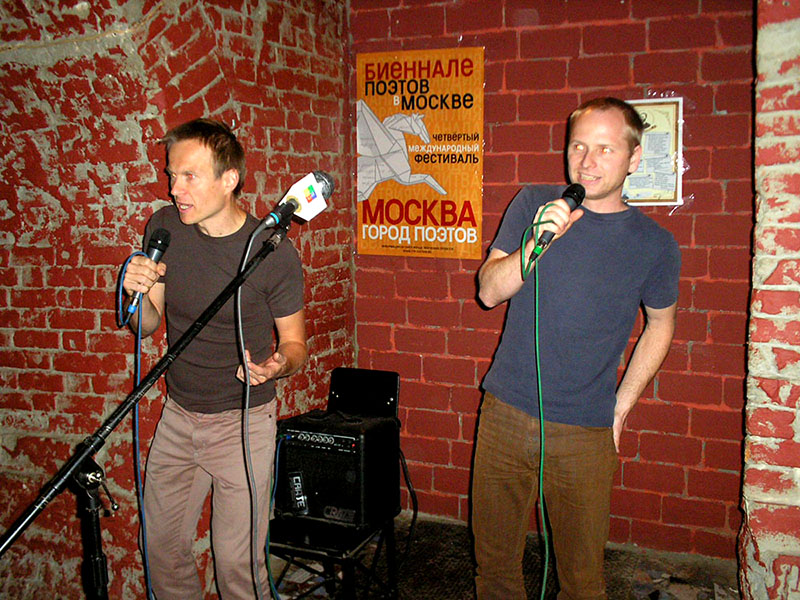
Дуэт саунд-поэзии «Онофон» (Райнер Дойтнер, Вернер Новачек) из Австрии на IV Биеннале поэтов в Москве. 01.10.2005.
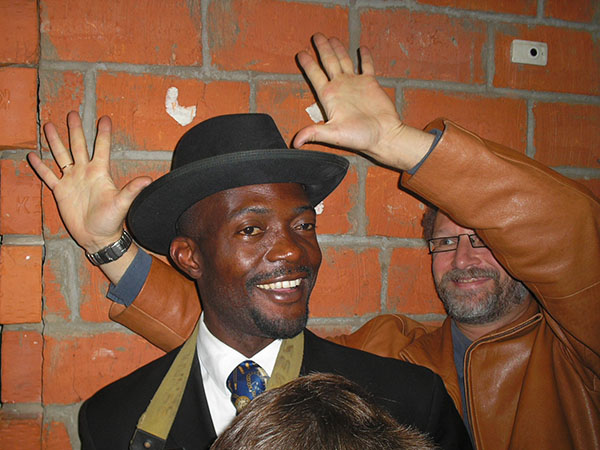
Фотограф Линдо Нгало (ДРК) и поэт, арт-куратор Алексей Сосна на IV Биеннале поэтов в Москве. 01.10.2005.
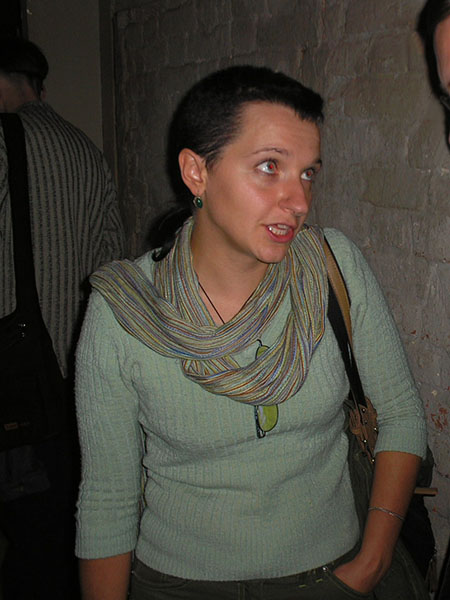
Поэт Марина Хаген на IV Биеннале поэтов в Москве. 01.10.2005.
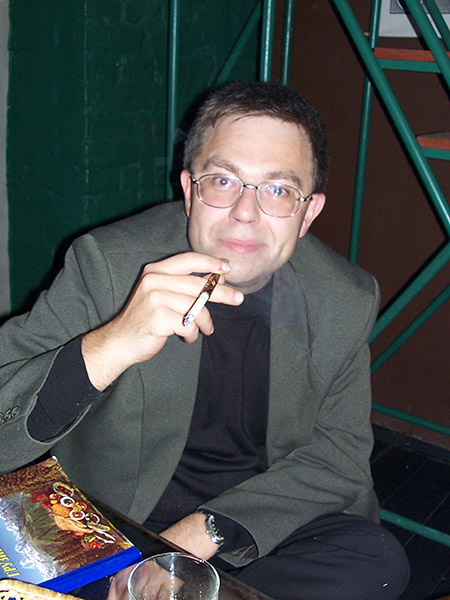
Поэт, издатель Максим Амелин на V Биеннале поэтов в Москве. 24.10.2007.
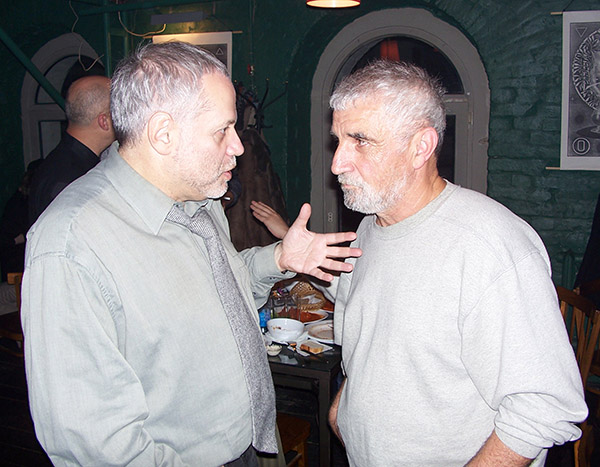
Поэты Евгений Бунимович и Игорь Иртеньев на V Биеннале поэтов в Москве. 24.10.2007.
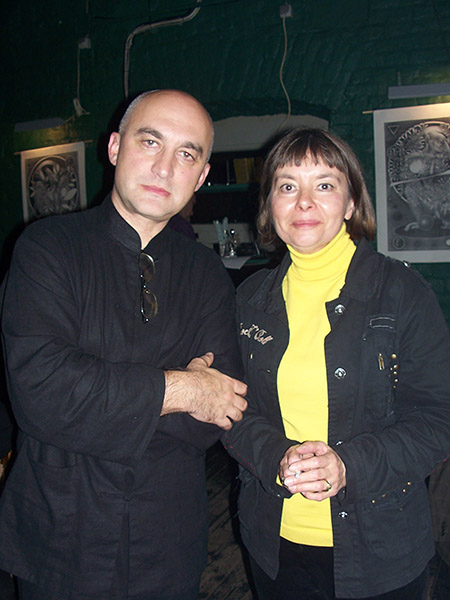
Поэты Дмитрий Веденяпин и Татьяна Щербина на V Биеннале поэтов в Москве. 24.10.2007.
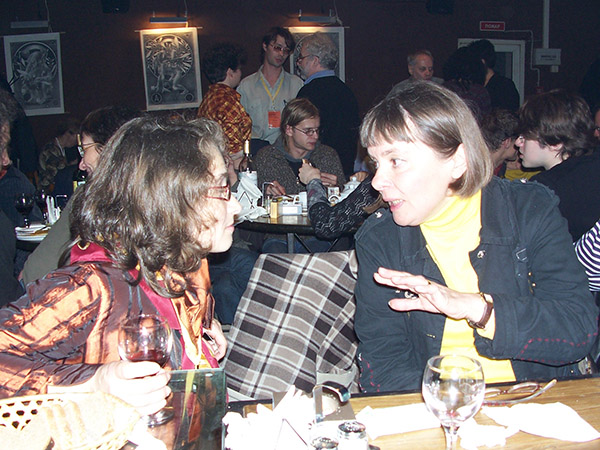
Поэты Евгения Вежлян и Татьяна Щербина на V Биеннале поэтов в Москве. 24.10.2007.
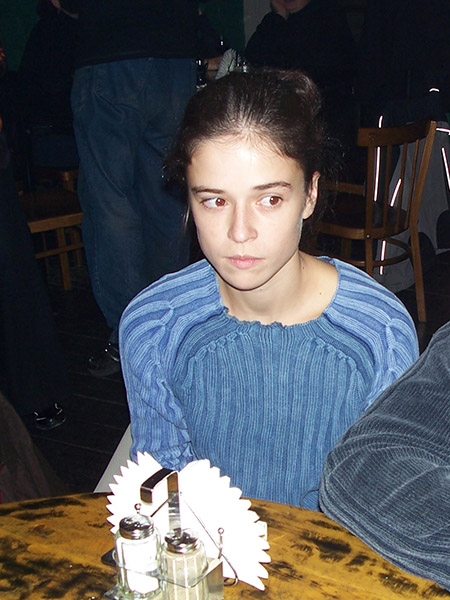
Поэт Дина Гатина на V Биеннале поэтов в Москве. 24.10.2007.
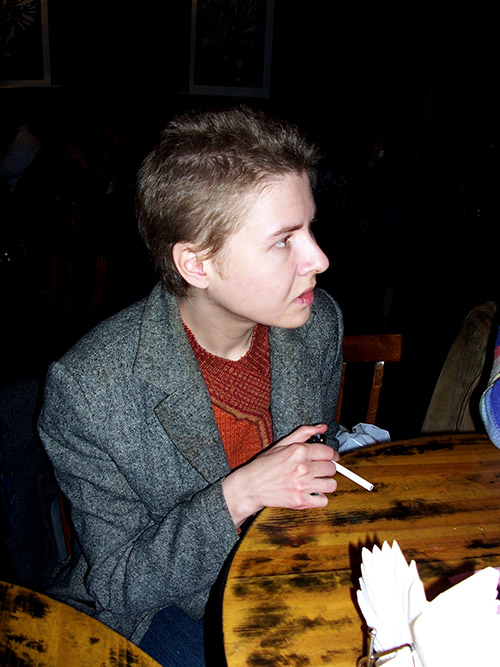
Поэт Марианна Гейде на V Биеннале поэтов в Москве. 24.10.2007.
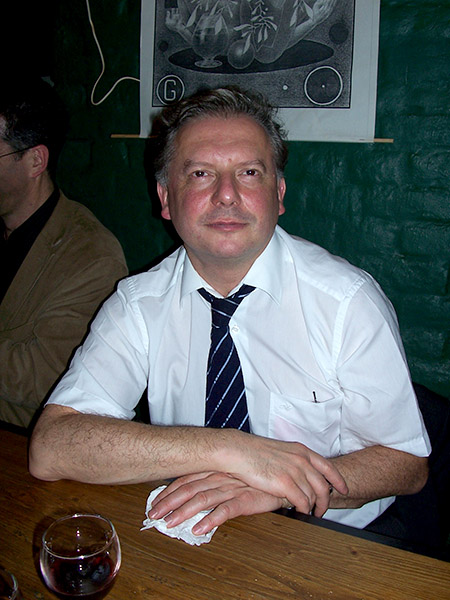
Поэт Дэвид Леман (США) на V Биеннале поэтов в Москве. 24.10.2007.
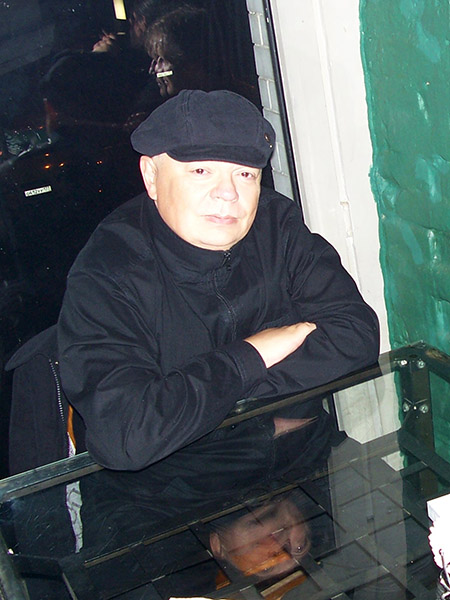
Поэт, композитор Павел Жагун на V Биеннале поэтов в Москве. 24.10.2007.
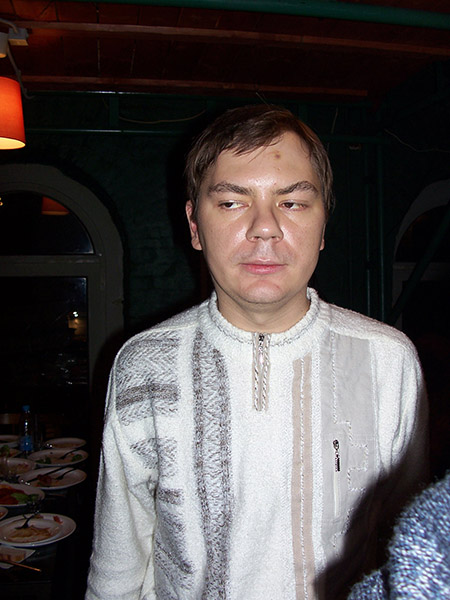
Поэт Виталий Науменко на V Биеннале поэтов в Москве. 24.10.2007.
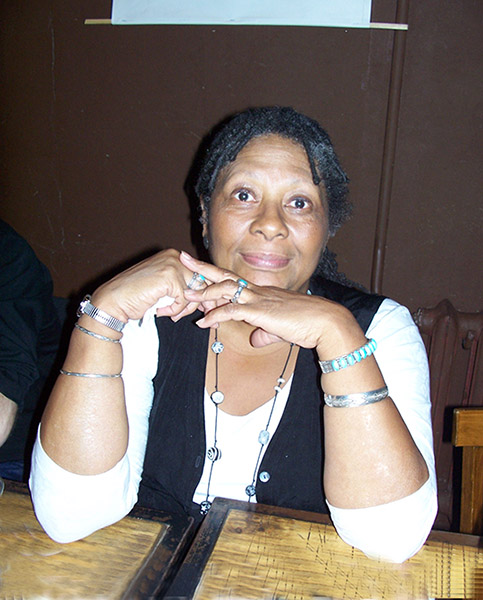
Поэт Мэрилин Нельсон (США)  на V Биеннале поэтов в Москве. 24.10.2007.
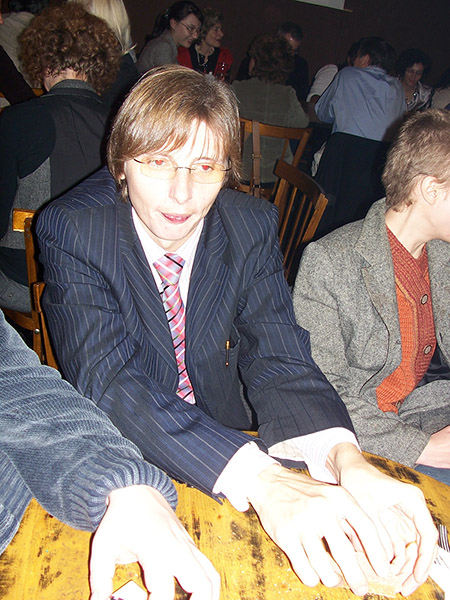
Поэт Константин Рубахин на V Биеннале поэтов в Москве. 24.10.2007.
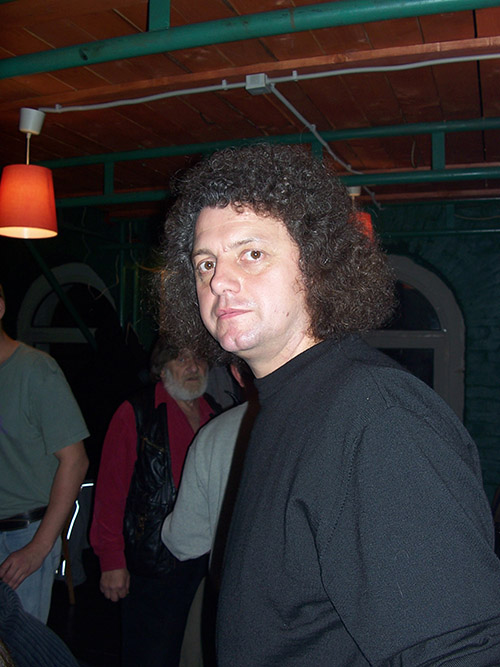
Поэт Дмитрий Строцев (Беларусь) на V Биеннале поэтов в Москве. 24.10.2007.
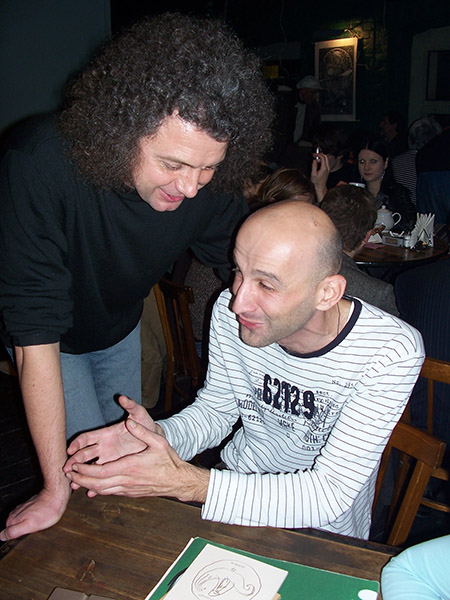
Поэты Дмитрий Строцев (Беларусь) и Шота Иаташвили (Грузия) на V Биеннале поэтов в Москве. 24.10.2007.
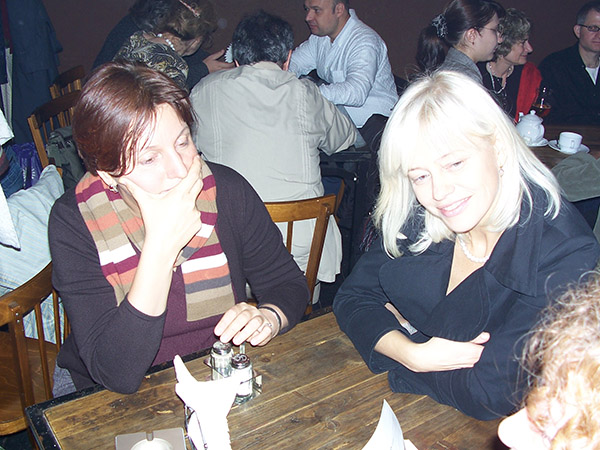
Поэты Ольга Сульчинская и Анна Аркатова на V Биеннале поэтов в Москве. 24.10.2007.
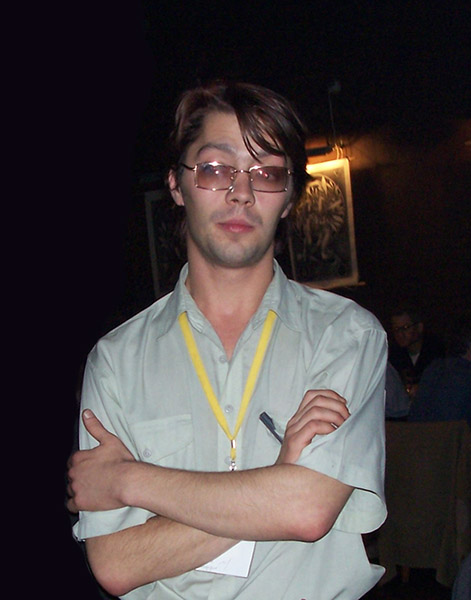
Поэт, куратор Данил Файзов на V Биеннале поэтов в Москве. 24.10.2007.
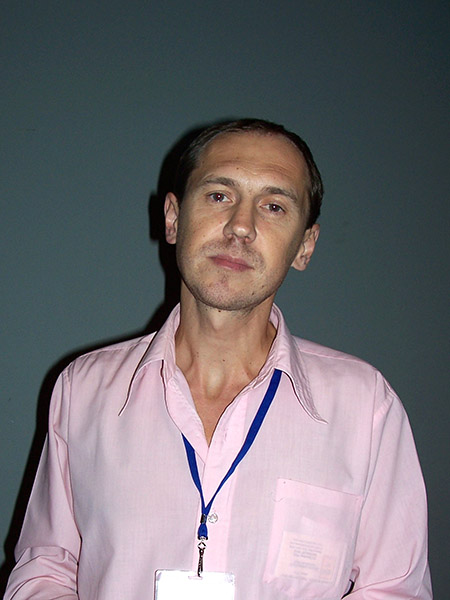
Поэт, куратор Юрий Цветков на V Биеннале поэтов в Москве. 24.10.2007.
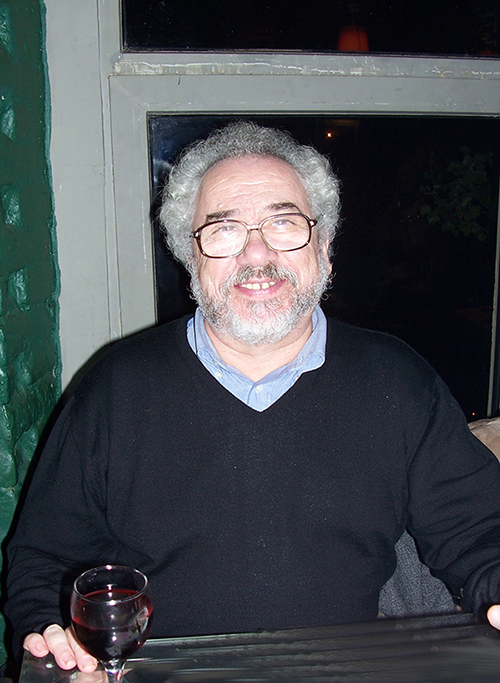
Поэт, переводчик Михаил Яснов на V Биеннале поэтов в Москве. 24.10.2007.
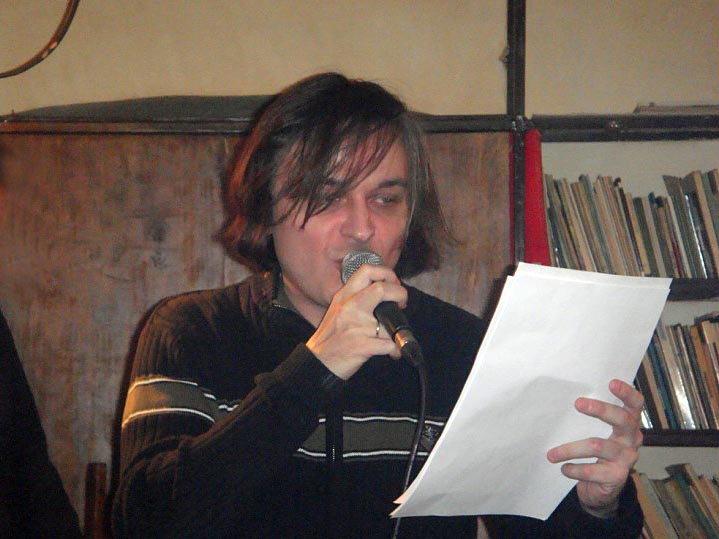
Поэт Вадим Калинин на VI Биеннале поэтов в Москве. 16.11.2009.
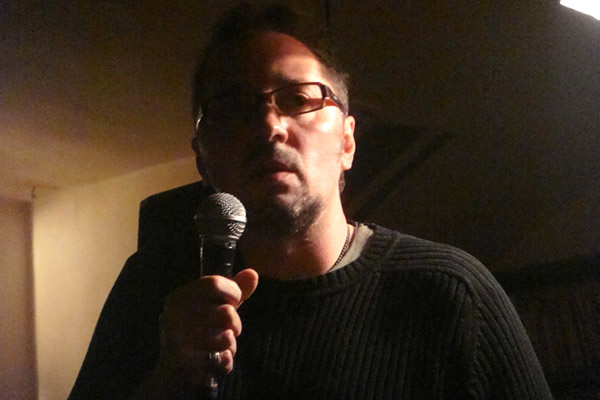
Поэт, прозаик, издатель Вадим Месяц на VI Биеннале поэтов в Москве. 16.11.2009.
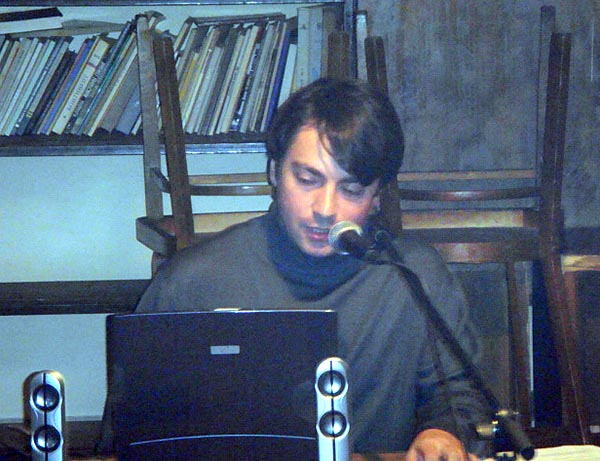
Поэт, прозаик Вадим Муратханов на VI Биеннале поэтов в Москве. 16.11.2009.
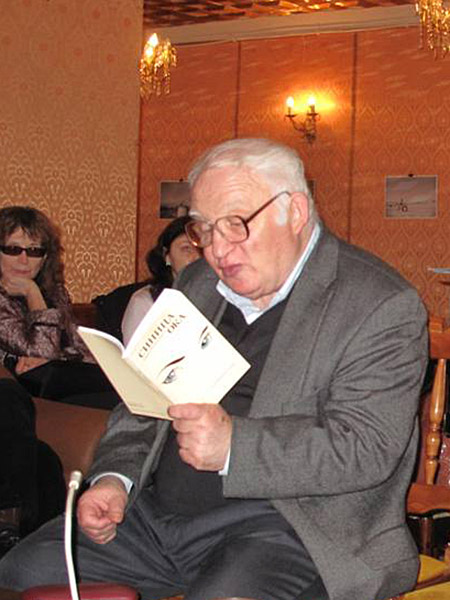
Поэт, культуролог Вадим Рабинович на VI Биеннале поэтов в Москве. 25.11.2009.
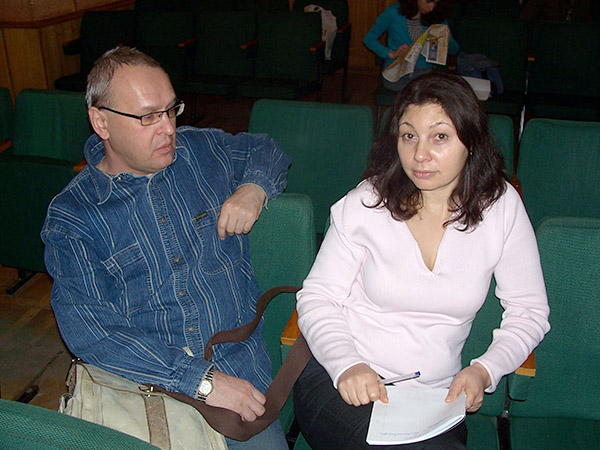
Поэт, эссеист Евгений Чигрин и куратор, издатель Алена Пахомова на VI Биеннале поэтов в Москве. 25.11.2009.
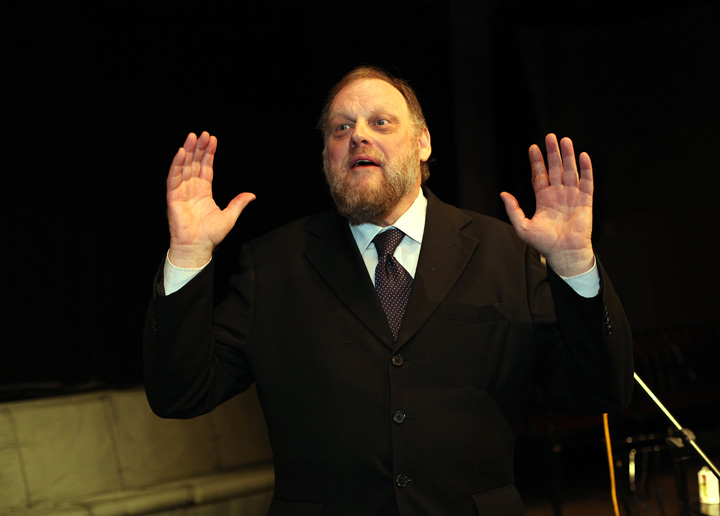
Поэт, прозаик Дэвид Вонсбро (Австралия) на VII Биеннале поэтов в Москве. 30.09.2011.
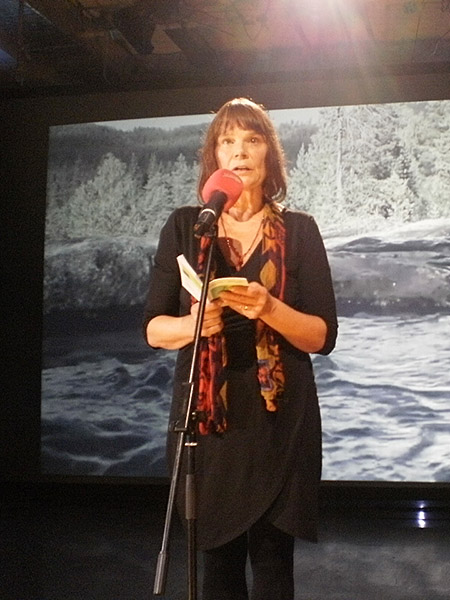
Поэт, прозаик, кинорежиссёр Одвейг Кливе (Норвегия) на VIII Биеннале поэтов в Москве. 12.11.2013.
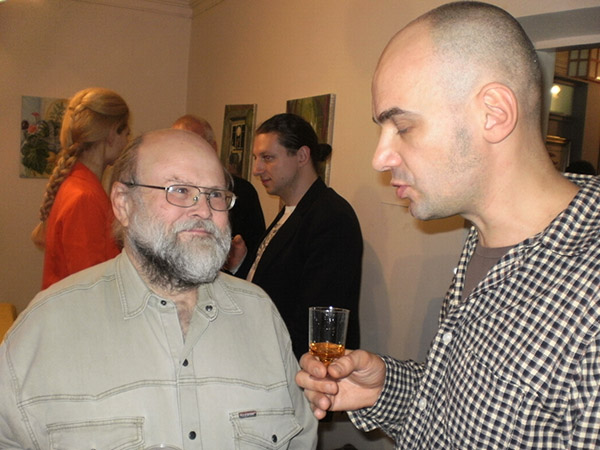
Поэты Юрий Орлицкий и Сергей Тимофеев на VIII Биеннале поэтов в Москве. 12.11.2013.
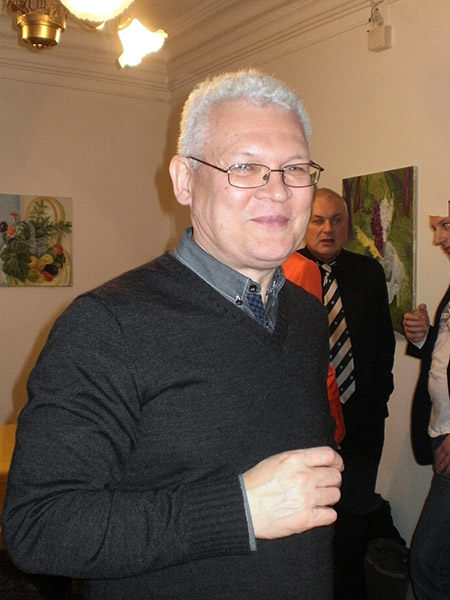
Поэт, переводчик Алёша Прокопьев на VIII Биеннале поэтов в Москве. 12.11.2013.
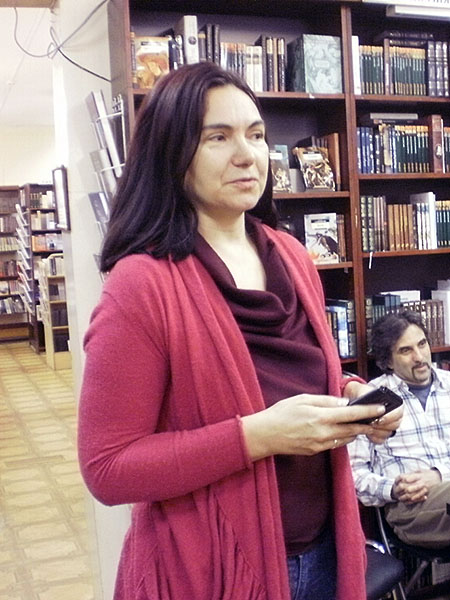
Поэт Татьяна Бонч-Осмоловская (Австралия) на VIII Биеннале поэтов в Москве. 14.11.2013.
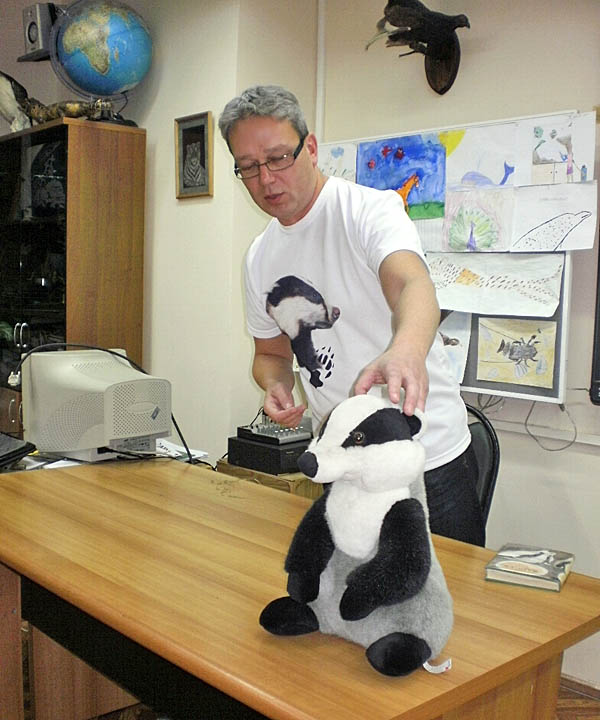
Поэт Николай Звягинцев на VIII Биеннале поэтов в Москве. 14.11.2013.
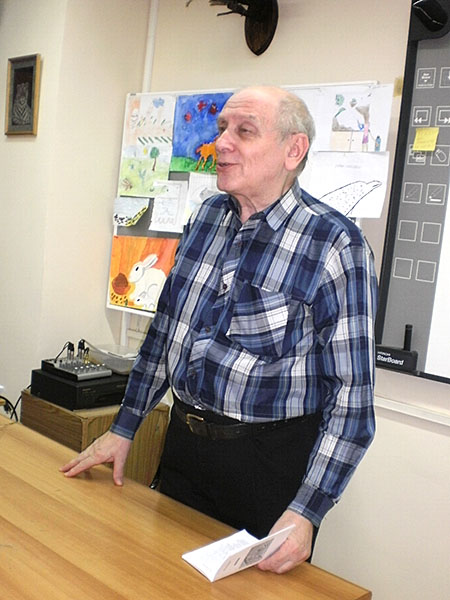
Поэт Александр Воловик на VIII Биеннале поэтов в Москве. 14.11.2013.
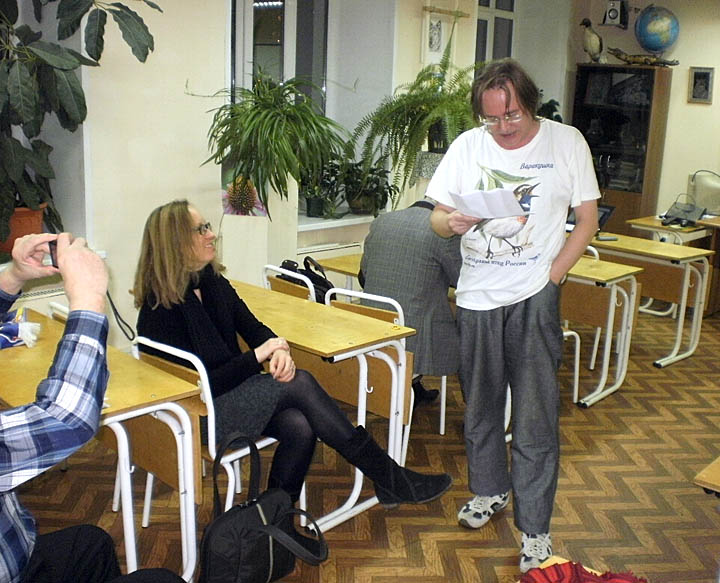
Поэт, журналист Евгений Лесин и профессор Университета Гумбольдта Сузанна Франк на VIII Биеннале поэтов в Москве. 14.11.2013.
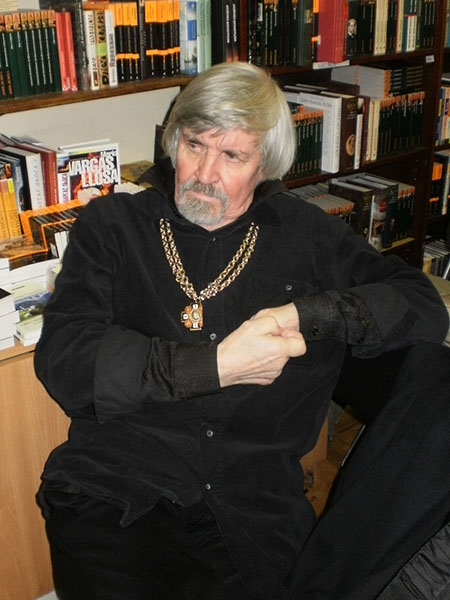
Поэт Слава Лён на VIII Биеннале поэтов в Москве. 14.11.2013.
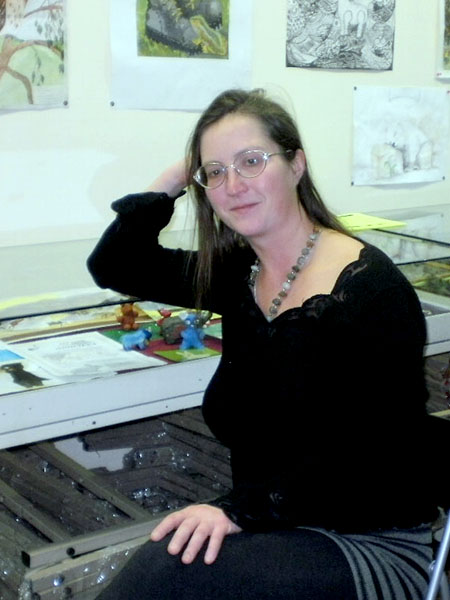
Поэт, журналист Елена Семёнова «Листик» на VIII Биеннале поэтов в Москве. 14.11.2013.
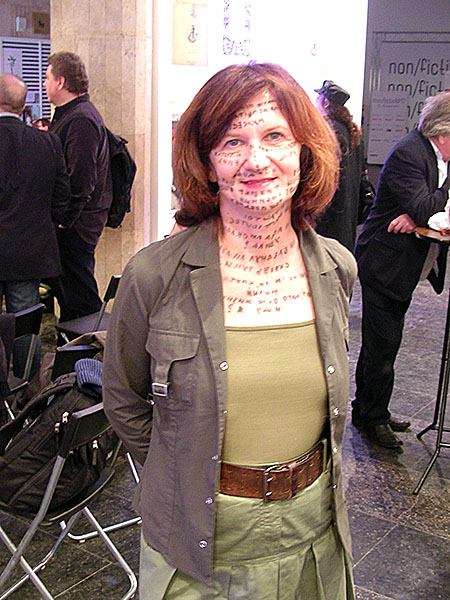
Поэт Света Литвак на IX Биеннале поэтов в Москве. 30.09.2015.
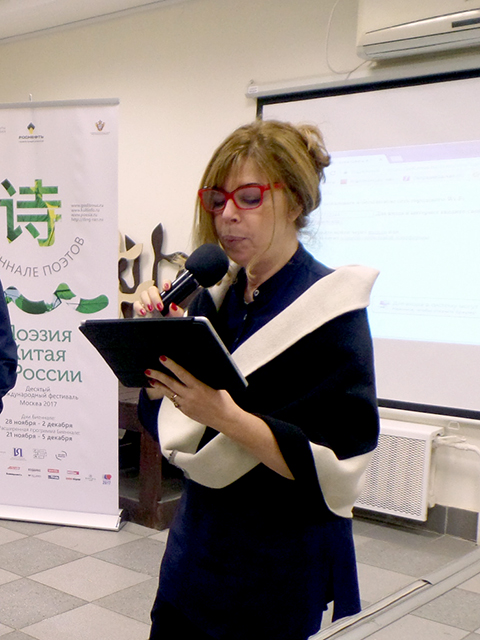
Поэт Наталья Азарова на X Биеннале поэтов в Москве. 29.11.2017.
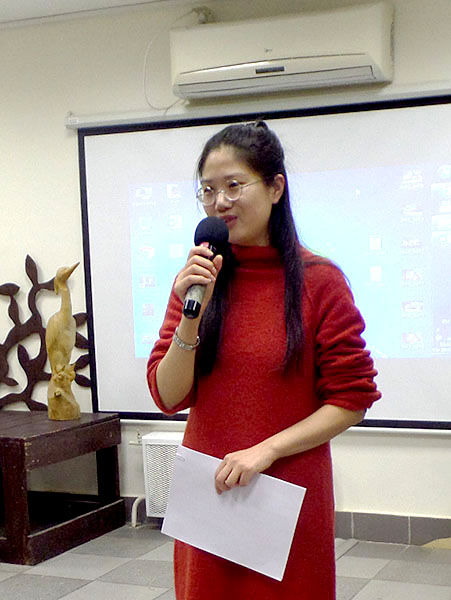
Поэт Ли Со (Китай) на X Биеннале поэтов в Москве. 29.11.2017.
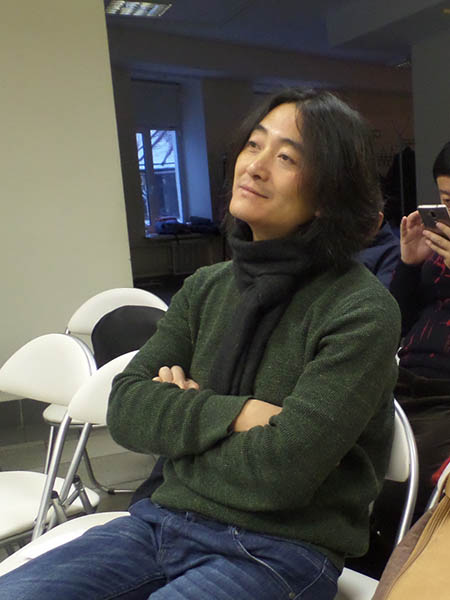
Поэт Хань Бо (Китай) на X Биеннале поэтов в Москве. 29.11.2017.
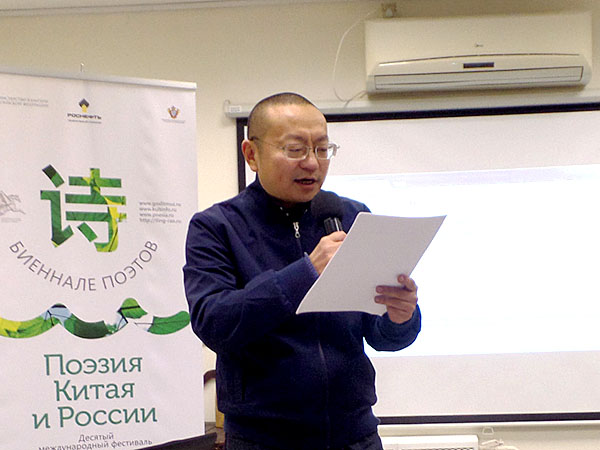
Поэт Шэнь Хаобо (Китай) на X Биеннале поэтов в Москве. 29.11.2017.
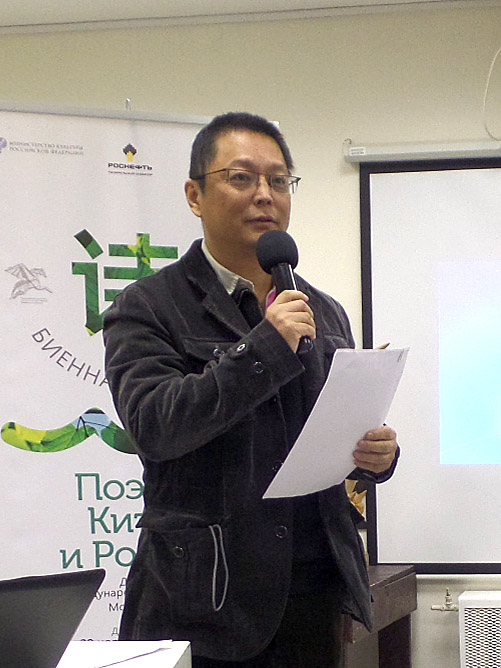
Поэт Ян Сяобинь (Китай) на X Биеннале поэтов в Москве. 29.11.2017.
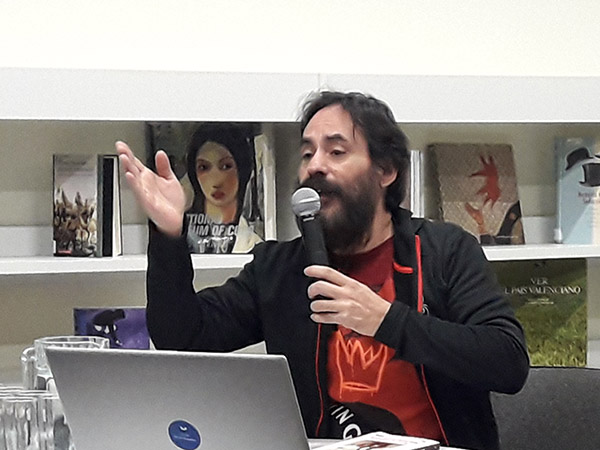
Поэт Марио Бохоркес (Мексика) на X Биеннале поэтов в Москве. 05.12.2019.
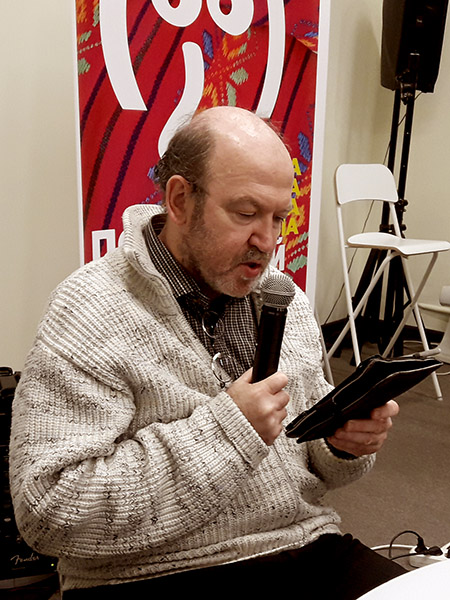
Поэт Александр Закуренко на X Биеннале поэтов в Москве. 05.12.2019.
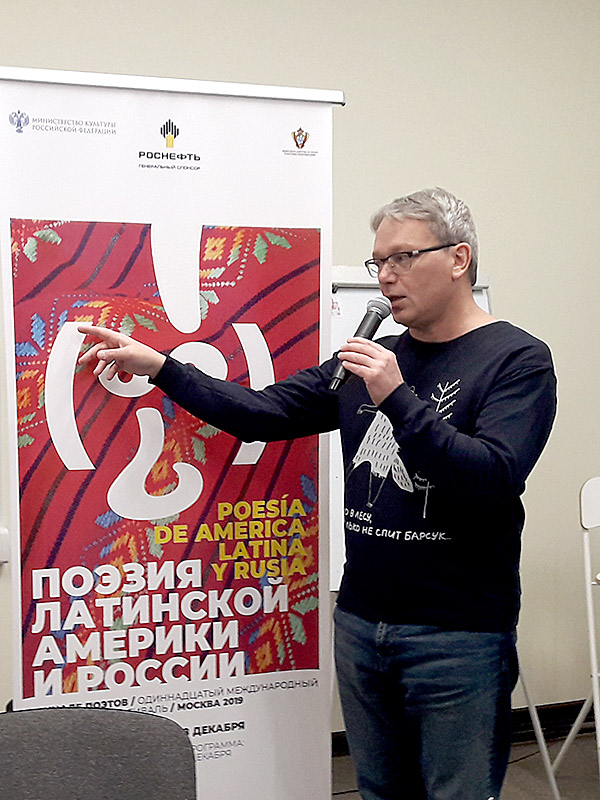
Поэт, дизайнер Николай Звягинцев на XI Биеннале поэтов в Москве. 05.12.2019.
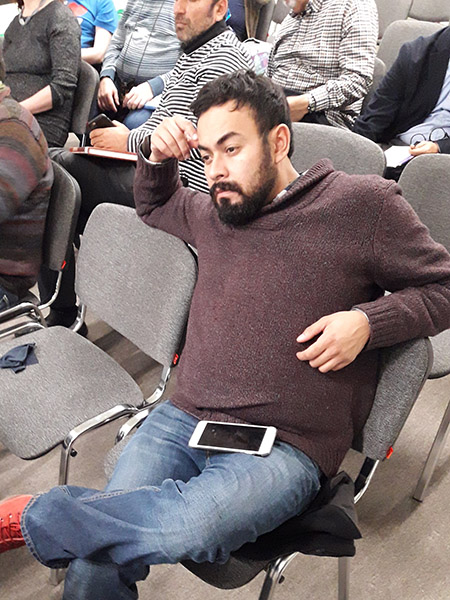
Поэт Али Кальдерон (Мексика) на X Биеннале поэтов в Москве. 05.12.2019.
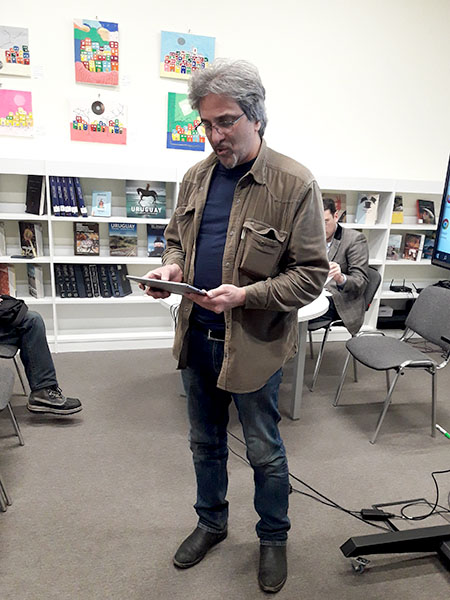
Поэт, прозаик, композитор Игорь Лёвшин на XI Биеннале поэтов в Москве. 05.12.2019.
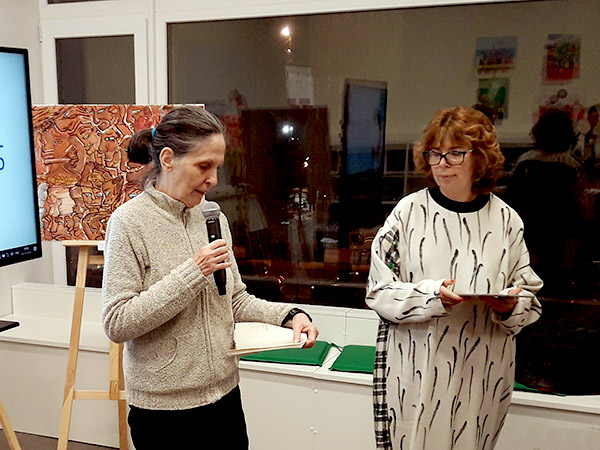
Поэты Иоланда Пантин (Венесуэла) и Наталья Азарова (Россия) на X Биеннале поэтов в Москве. 05.12.2019.
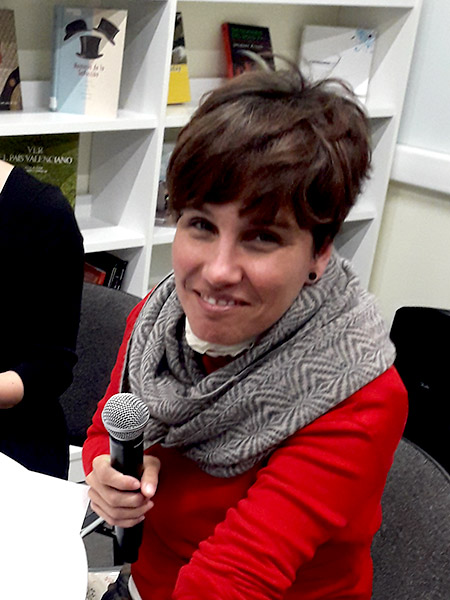
Поэт Хамила Медина Риос (Куба) на X Биеннале поэтов в Москве. 05.12.2019.
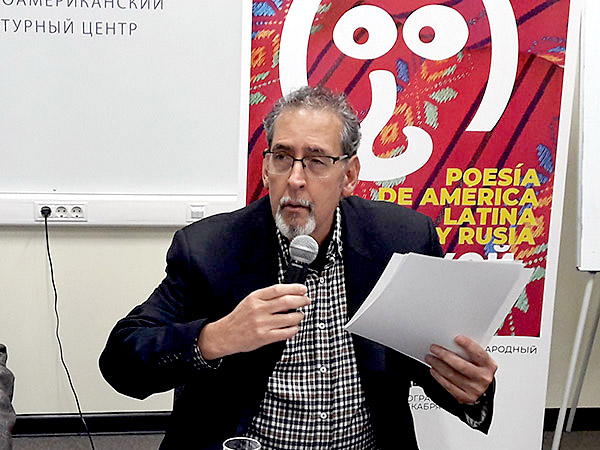
Поэт Роландо Санчес Мехиас (Куба) на X Биеннале поэтов в Москве. 05.12.2019.
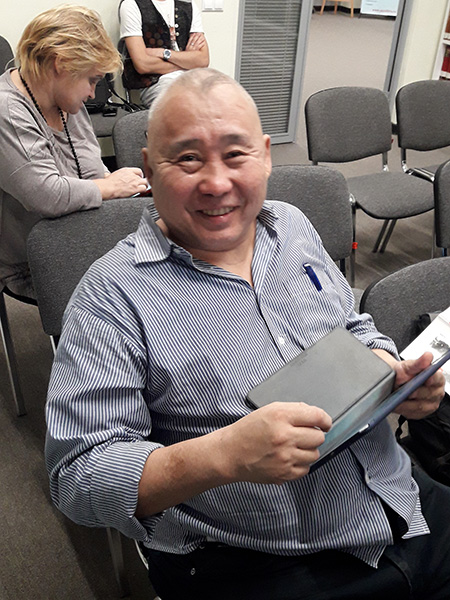
Поэт, переводчик Амарсана Улзытуев на XI Биеннале поэтов в Москве. 05.12.2019.
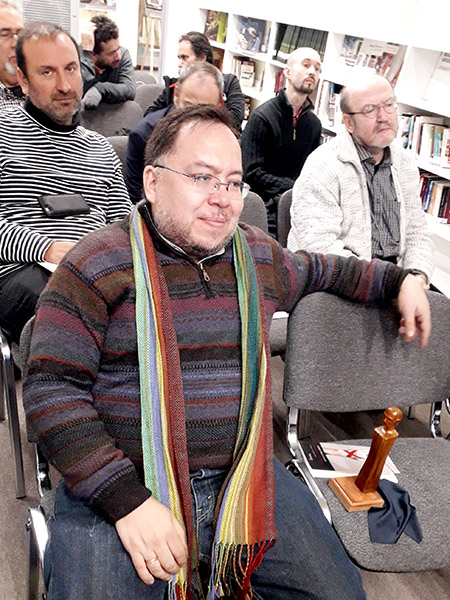
Поэт Габриэль Чавес Касасола (Боливия) на X Биеннале поэтов в Москве. 05.12.2019.
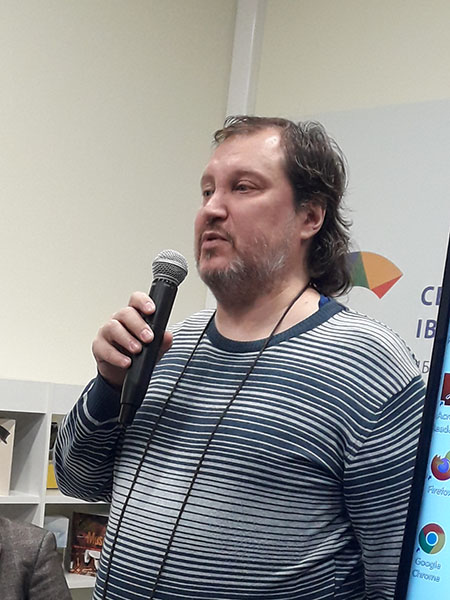
Поэт, прозаик, журналист Андрей Щербак-Жуков на XI Биеннале поэтов в Москве. 05.12.2019.
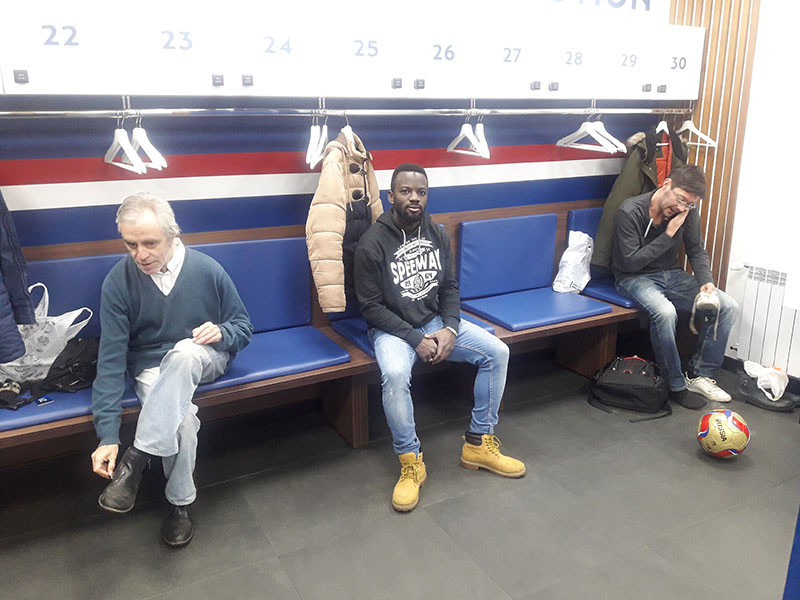
Поэты Леонид Костюков и Данил Файзов (Россия), и футбольный судья Билли Сиссоко (Республика Мали). Матч «Поэты России — поэты Латинской Америки», XI Биеннале поэтов в Москве. 05.12.2019.